# Primera División de España 2016-17
La Primera División de España 2016-17 (también conocida como LaLiga o LaLiga Santander por motivos de patrocinio) fue la 86.ª edición de la Primera División de España de fútbol. Organizado por la Liga de Fútbol Profesional (LFP), el torneo inició el 19 de agosto de 2016 y finalizó el 21 de mayo de 2017, donde el Real Madrid Club de Fútbol resultó campeón tras cuatro temporadas sin levantar el título.
En esta temporada vuelven el Deportivo Alavés tras 10 años de ausencia y el Club Atlético Osasuna tras 2 años de ausencia. Por otra parte el CD Leganés ascendió a Primera División por primera vez en su historia. El Real Sporting, el Club Atlético Osasuna y el Granada CF perdieron la categoría.

## Sistema de competición
Como en temporadas anteriores, consta de un grupo único integrado por veinte clubes de toda la geografía española. Siguiendo un sistema de liga, los veinte equipos se enfrentan todos contra todos en dos ocasiones, una en campo propio y otra en campo contrario, sumando un total de 38 jornadas. El orden de los encuentros se decide por sorteo antes de empezar la competición. La clasificación final se establece teniendo en cuenta los puntos obtenidos en cada enfrentamiento, a razón de tres por partido ganado, uno por empate y ninguno en caso de derrota. Si al finalizar el campeonato dos equipos igualan a puntos, los mecanismos para desempatar la clasificación son los siguientes:
- El que tiene una mayor diferencia entre goles a favor y en contra en los enfrentamientos entre ambos.
- Si persiste el empate, se tiene en cuenta la diferencia de goles a favor y en contra en todos los encuentros del campeonato.

Si el empate a puntos se produce entre tres o más clubes, los sucesivos mecanismos de desempate son los siguientes:
- La mejor puntuación que a cada uno corresponde a tenor de los resultados de los partidos jugados entre sí por los clubes implicados.
- La mayor diferencia de goles a favor y en contra, considerando únicamente los partidos jugados entre sí por los clubes implicados.
- La mayor diferencia de goles a favor y en contra teniendo en cuenta todos los encuentros del campeonato.
- El mayor número de goles a favor teniendo en cuenta todos los encuentros del campeonato.

### Clasificación para competiciones continentales
La UEFA otorga a la Liga española siete plazas de clasificación para competiciones continentales, que se distribuyen de la siguiente forma:
- El primero, segundo y tercer clasificados de la liga acceden a disputar la Liga de Campeones desde la fase de grupos.
- El cuarto clasificado accede a disputar la Liga de Campeones desde el Play-off.
- El quinto clasificado accede a disputar la Liga Europea desde la fase de grupos.
- El sexto clasificado accede a disputar la Liga Europea desde la Tercera Ronda Previa.

No obstante, otras competiciones pueden alterar las plazas UEFA a las que accederán los equipos a final de temporada:
- Al campeón de Copa le corresponde una plaza para disputar la fase de grupos de la Liga Europea. No obstante, si el campeón de Copa ya se ha clasificado para la Liga de Campeones a través de la Liga, su plaza recae sobre el quinto clasificado de la liga, la plaza del quinto sobre el sexto, y la del sexto sobre el séptimo. En caso de que el campeón de Copa se haya clasificado para la Liga Europea a través de la Liga, se queda con la plaza que le permite acceder a una ronda superior, en este caso la de Copa. Por lo tanto, la plaza UEFA obtenida a través de la liga pasa al siguiente clasificado en liga (no al subcampeón de Copa).
- Cuando un equipo gana una competición continental (concretamente la Liga de Campeones o la Liga Europea), a este equipo se le otorga una plaza para disputar la siguiente edición de la Liga de Campeones desde la fase de grupos. En caso de que dicho equipo ya hubiese obtenido esa misma plaza a través de la Liga, no se le concede la plaza reservada al campeón. En cambio, si dicho equipo obtuvo una plaza para la Liga de Campeones a través de la Liga, pero esta le obliga a comenzar desde una ronda anterior, entonces sí recibe la plaza reservada al campeón. En cualquier caso, la plaza sobrante nunca pasa al siguiente clasificado de la liga, sino que desaparece.
- Si un equipo que gana una competición continental se clasifica para la Liga Europea a través de la Liga, obtiene la plaza reservada al campeón (por ser mejor), mientras que su plaza para la Liga Europea desaparece y no recae sobre el siguiente clasificado en liga (esta es la única forma de que cinco equipos puedan clasificarse para la Liga de Campeones).
- Además de las descritas arriba, puede haber más variables; sin embargo estas siguen el mismo patrón que las ya mencionadas.

Nota: Estas reglas solo son aplicables a la temporada actual, ya que pueden variar de un año a otro. Por lo tanto, no se deben tener en cuenta los casos de temporadas anteriores ni posteriores.

### Derechos televisivos
Por las plataformas digitales de Movistar+ y Vodafone TV se retransmite un partido por jornada —que elegirá según considere oportuno— y que es retransmitido bien el sábado a las 16:00 o a las 20:45, o bien el domingo a las 20:45. Ofrecido a través de sus canales Movistar + o Movistar Partidazo.
Tras dicha elección es la plataforma Gol quien elige el siguiente partido por interés de la jornada en el que no contienda alguno de los siguientes equipos: Real Madrid, At. Madrid, Barcelona, Valencia, Sevilla, Villarreal, Athletic o Celta, y es retransmitido el viernes a las 20:45. El resto de encuentros, ocho, son retransmitidos por beIN LaLiga completando el resto de horarios fijados previamente por LaLiga. Movistar+, Vodafone TV y Orange TV reciben la señal de beIN LaLiga.

## Participantes

### Equipos por comunidad autónoma
| N.º | Comunidad autónoma   | Equipos                                                      |
| --- | -------------------- | ------------------------------------------------------------ |
| 4   | Andalucía            | Real Betis, Granada C. F., Málaga C. F. y Sevilla F. C.      |
| 4   | País Vasco           | Athletic Club, Deportivo Alavés, S. D. Eibar y Real Sociedad |
| 3   | Comunidad de Madrid  | Atlético de Madrid, C. D. Leganés, Real Madrid C. F.         |
| 2   | Cataluña             | F. C. Barcelona y R. C. D. Espanyol                          |
| 2   | Comunidad Valenciana | Valencia C. F. y Villarreal C. F.                            |
| 2   | Galicia              | R. C. Celta de Vigo y R. C. Deportivo de La Coruña           |
| 1   | Asturias             | Real Sporting de Gijón                                       |
| 1   | Islas Canarias       | U. D. Las Palmas                                             |
| 1   | Navarra              | C. A. Osasuna                                                |

### Ascensos y descensos
Un total de 20 equipos disputarán la liga. La disputarán los 17 primeros clasificados de la Primera División de España 2015-16, los dos primeros clasificados de la Segunda División de España 2015-16 y el vencedor de una promoción disputada a tal efecto entre el 3.º, 4.º 5.º y 6.º clasificado de la Segunda División de España 2015-16.
| Pos. | Descendidos a 2.ª División |
| ---- | -------------------------- |
| 18.º | Rayo Vallecano             |
| 19.º | Getafe C. F.               |
| 20.º | Levante U. D.              |

| Pos.  | Ascendidos de 2.ª División |
| ----- | -------------------------- |
| 1.º   | Deportivo Alavés           |
| 2.º   | C. D. Leganés              |
| Prom. | C. A. Osasuna (6.º)        |

### Información de equipos
| Equipo                 | Ciudad        | Entrenador            | Estadio                | Aforo  | Marca       | Patrocinador principal             | Otros patrocinadores                                                            |
| ---------------------- | ------------- | --------------------- | ---------------------- | ------ | ----------- | ---------------------------------- | ------------------------------------------------------------------------------- |
| Athletic de Bilbao     | Bilbao        | Gaizka Garitano       | San Mamés              | 53 289 | Nike        | Kutxabank                          |                                                                                 |
| Atlético de Madrid     | Madrid        | Diego Simeone         | Vicente Calderón       | 54 851 | Nike        | Plus500                            | Huawei                                                                          |
| C. A. Osasuna          | Pamplona      | Petar Vasiljević      | El Sadar               | 18 761 | Adidas      |                                    | Lacturale                                                                       |
| C. D. Leganés          | Leganés       | Asier Garitano        | Butarque               | 10 958 | Joma        | Royal Jordanian                    | 4 patrocinadoresGoldenPark.es Sambil Outlet Ayuntamiento de Leganés MBuzz Sport |
| Deportivo Alavés       | Vitoria       | Mauricio Pellegrino   | Mendizorroza           | 19 840 | Hummel      |                                    |                                                                                 |
| F. C. Barcelona        | Barcelona     | Luis Enrique          | Camp Nou               | 99 354 | Nike        | Qatar Airways                      | Beko                                                                            |
| Granada C. F.          | Granada       | Tony Adams            | Nuevo Los Cármenes     | 22 524 | Joma        | Energy King                        | 4 patrocinadoresBanco Mare Nostrum Covirán Caja Rural de Granada Herogra        |
| Málaga C. F.           | Málaga        | Míchel González       | La Rosaleda            | 30 044 | Nike        | Marathonbet                        | Benahavís                                                                       |
| Real Betis             | Sevilla       | Alexis Trujillo       | Benito Villamarín      | 51 700 | Adidas      |                                    | Wiko                                                                            |
| R. C. Celta de Vigo    | Vigo          | Eduardo Berizzo       | Balaídos               | 29 000 | Adidas      | Estrella Galicia 0,0               | Abanca                                                                          |
| Deportivo de La Coruña | La Coruña     | Pepe Mel              | Riazor                 | 34 600 | Lotto       | Estrella Galicia 0,0               | Abanca                                                                          |
| Real Madrid C. F.      | Madrid        | Zinedine Zidane       | Santiago Bernabéu      | 81 044 | Adidas      | Fly Emirates                       | Ipic                                                                            |
| Real Sociedad          | San Sebastián | Eusebio Sacristán     | Anoeta                 | 32 076 | Adidas      | Qbao.com                           | 2 patrocinadoresKutxabank Canal +                                               |
| Sporting de Gijón      | Gijón         | Rubi                  | El Molinón             | 30 000 | Nike        | Gijón                              | 2 patrocinadoresTernera Asturiana Air Europa                                    |
| R. C. D. Espanyol      | Barcelona     | Quique Sánchez Flores | RCDE Stadium           | 40 500 | Joma        | Rastar Group                       | Riviera Maya                                                                    |
| Sevilla F. C.          | Sevilla       | Jorge Sampaoli        | Ramón Sánchez Pizjuán  | 42 714 | New Balance | Compañía de Turismo de Puerto Rico |                                                                                 |
| S. D. Eibar            | Éibar         | José Luis Mendilibar  | Ipurúa                 | 6 267  | Puma        | AVIA                               | Wiko                                                                            |
| U. D. Las Palmas       | Las Palmas    | Quique Setién         | Gran Canaria           | 32 392 | Acerbis     | Gran Canaria                       | CaixaBank                                                                       |
| Valencia C. F.         | Valencia      | Voro                  | Mestalla               | 54 000 | Adidas      |                                    | Bein Sports                                                                     |
| Villarreal C. F.       | Villarreal    | Fran Escribá          | Estadio de la Cerámica | 25 000 | Joma        | Pamesa Cerámica                    | Mahou                                                                           |

| Equipo      | Entrenador (jornadas)                                                        |
| ----------- | ---------------------------------------------------------------------------- |
| Valencia CF | Pako Ayestarán (1-4) Voro (5-7, 17-38) Cesare Prandelli (8-16)               |
| Granada CF  | Paco Jémez (1-6) Lluís Planagumà (7) Lucas Alcaraz (8-31) Tony Adams (32-38) |

| Equipo     | Entrenador (jornadas)                                                       |
| ---------- | --------------------------------------------------------------------------- |
| CA Osasuna | Enrique Martín (1-11) Joaquín Caparrós (12-16) Petar Vasiljević (17-38)     |
| Real Betis | Gustavo Poyet (1-11) Víctor Sánchez del Amo (12-36) Alexis Trujillo (37-38) |

| Equipo                 | Entrenador (jornadas)                                              |
| ---------------------- | ------------------------------------------------------------------ |
| Málaga CF              | Juande Ramos (1-16) Marcelo Romero (17-26) Míchel González (27-38) |
| Sporting de Gijón      | Abelardo Fernández (1-18) Rubi (19-38)                             |
| Deportivo de La Coruña | Gaizka Garitano (1-24) Pepe Mel (25-38)                            |

| Equipo      | Entrenador (jornadas)                                                        |
| ----------- | ---------------------------------------------------------------------------- |
| Valencia CF | Pako Ayestarán (1-4) Voro (5-7, 17-38) Cesare Prandelli (8-16)               |
| Granada CF  | Paco Jémez (1-6) Lluís Planagumà (7) Lucas Alcaraz (8-31) Tony Adams (32-38) |

| Equipo     | Entrenador (jornadas)                                                       |
| ---------- | --------------------------------------------------------------------------- |
| CA Osasuna | Enrique Martín (1-11) Joaquín Caparrós (12-16) Petar Vasiljević (17-38)     |
| Real Betis | Gustavo Poyet (1-11) Víctor Sánchez del Amo (12-36) Alexis Trujillo (37-38) |

| Equipo                 | Entrenador (jornadas)                                              |
| ---------------------- | ------------------------------------------------------------------ |
| Málaga CF              | Juande Ramos (1-16) Marcelo Romero (17-26) Míchel González (27-38) |
| Sporting de Gijón      | Abelardo Fernández (1-18) Rubi (19-38)                             |
| Deportivo de La Coruña | Gaizka Garitano (1-24) Pepe Mel (25-38)                            |

## Justicia deportiva
Los árbitros de cada partido fueron designados por una comisión creada para tal objetivo e integrada por representantes de la LFP, la RFEF y el CTA. En la temporada 2016/17, los colegiados de la categoría son los siguientes (se muestra entre paréntesis su antigüedad en la categoría) y el año desde su nombramiento como árbitro internacional en caso de que proceda, siendo éstos un total de diez, más que ninguna otra federación.
- David Fernández Borbalán (13)  (2013)
- José Luis Munuera Montero (1) - debutante
- Mario Melero López (3)
- Carlos Clos Gómez (11)  (2009)
- Santiago Jaime Latre (3)
- Daniel Ocón Arráiz (1) - debutante
- José María Sánchez Martínez (2)  (2017)
- José Luis González González (8)
- Alfonso Javier Álvarez Izquierdo (11)
- Xavier Estrada Fernández (8)  (2013)
- Carlos del Cerro Grande (6)  (2013)
- Juan Martínez Munuera (4)  (2015)
- Antonio Miguel Mateu Lahoz (9)  (2011)
- Jesús Gil Manzano (5)  (2014)
- Ignacio Iglesias Villanueva (7)
- Alberto Undiano Mallenco (17)  (2004)
- Alejandro Hernández Hernández (4)  (2014)
- Daniel Jesús Trujillo Suárez (1) - debutante
- Iñaki Vicandi Garrido (3)
- Ricardo de Burgos Bengoetxea (2)

## Desarrollo

### Clasificación
| Pos. | Equipo                 | Pts. | PJ | G  | E  | P  | GF  | GC | Dif. | Clasificación |
| ---- | ---------------------- | ---- | -- | -- | -- | -- | --- | -- | ---- | ------------- |
| 1    | Real Madrid C. F. (C)  | 93   | 38 | 29 | 6  | 3  | 106 | 41 | +65  |               |
| 2    | F. C. Barcelona        | 90   | 38 | 28 | 6  | 4  | 116 | 37 | +79  |               |
| 3    | Atlético de Madrid     | 78   | 38 | 23 | 9  | 6  | 70  | 27 | +43  |               |
| 4    | Sevilla F. C.          | 72   | 38 | 21 | 9  | 8  | 69  | 49 | +20  |               |
| 5    | Villarreal C. F.       | 67   | 38 | 19 | 10 | 9  | 56  | 33 | +23  |               |
| 6    | Real Sociedad          | 64   | 38 | 19 | 7  | 12 | 59  | 53 | +6   |               |
| 7    | Athletic Club          | 63   | 38 | 19 | 6  | 13 | 53  | 43 | +10  |               |
| 8    | R. C. D. Espanyol      | 56   | 38 | 15 | 11 | 12 | 49  | 50 | −1   |               |
| 9    | Deportivo Alavés       | 55   | 38 | 14 | 13 | 11 | 41  | 43 | −2   |               |
| 10   | S. D. Eibar            | 54   | 38 | 15 | 9  | 14 | 56  | 51 | +5   |               |
| 11   | Málaga C. F.           | 46   | 38 | 12 | 10 | 16 | 49  | 55 | −6   |               |
| 12   | Valencia C. F.         | 46   | 38 | 13 | 7  | 18 | 56  | 65 | −9   |               |
| 13   | Celta de Vigo          | 45   | 38 | 13 | 6  | 19 | 53  | 69 | −16  |               |
| 14   | U. D. Las Palmas       | 39   | 38 | 10 | 9  | 19 | 53  | 74 | −21  |               |
| 15   | Real Betis Balompié    | 39   | 38 | 10 | 9  | 19 | 41  | 64 | −23  |               |
| 16   | Deportivo de La Coruña | 36   | 38 | 8  | 12 | 18 | 43  | 61 | −18  |               |
| 17   | C. D. Leganés          | 35   | 38 | 8  | 11 | 19 | 36  | 55 | −19  |               |
| 18   | Sporting de Gijón (D)  | 31   | 38 | 7  | 10 | 21 | 42  | 72 | −30  |               |
| 19   | C. A. Osasuna (D)      | 22   | 38 | 4  | 10 | 24 | 40  | 94 | −54  |               |
| 20   | Granada C. F. (D)      | 20   | 38 | 4  | 8  | 26 | 30  | 82 | −52  |               |

 Fuente: BDFutbol
Notas:
1. ↑  El Athletic Club se clasificó a la Liga Europa de la UEFA 2017-18, ya que el campeón de la Copa del Rey 2016-17, el Barcelona, se clasificó a la Liga de Campeones de la UEFA 2017-18.

|  | Clasificado para la fase de grupos de la Liga de Campeones de la UEFA 2017-18.                 |
|  | Clasificado para la cuarta ronda previa (play-off) de la Liga de Campeones de la UEFA 2017-18. |
|  | Clasificado para la fase de grupos de la Liga Europa de la UEFA 2017-18.                       |
|  | Clasificado para la tercera ronda previa de la Liga Europa de la UEFA 2017-18.                 |
|  | Descendido a la Segunda División de España 2017-18                                             |

|                           |
|                           |
| Campeón Real Madrid C. F. |
| 33.º título               |

### Evolución de la clasificación
| Jornada / Equipo | 1  | 2  | 3  | 4  | 5  | 6  | 7  | 8  | 9  | 10 | 11 | 12 | 13 | 14 | 15 | 16 | 17 | 18 | 19 | 20 | 21 | 22 | 23 | 24 | 25 | 26 | 27 | 28 | 29 | 30 | 31 | 32 | 33 | 34 | 35 | 36 | 37 | 38 |
| Jornada / Equipo |    |    |    |    |    |    |    |    |    |    |    |    |    |    |    |    |    |    |    |    |    |    |    |    |    |    |    |    |    |    |    |    |    |    |    |    |    |    |
| ---------------- | -- | -- | -- | -- | -- | -- | -- | -- | -- | -- | -- | -- | -- | -- | -- | -- | -- | -- | -- | -- | -- | -- | -- | -- | -- | -- | -- | -- | -- | -- | -- | -- | -- | -- | -- | -- | -- | -- |
| Real Madrid      | 2  | 3  | 1  | 1  | 1  | 1  | 1  | 1  | 1  | 1  | 1  | 1  | 1  | 1  | 1  | 1  | 1  | 1  | 1  | 1  | 1  | 1  | 1  | 1  | 1  | 1  | 1  | 1  | 1  | 1  | 1  | 1  | 1  | 1  | 1  | 1  | 1  | 1  |
| Barcelona        | 1  | 2  | 5  | 2  | 3  | 2  | 4  | 4  | 3  | 2  | 2  | 2  | 2  | 2  | 2  | 2  | 3  | 3  | 3  | 2  | 2  | 2  | 2  | 2  | 2  | 2  | 2  | 2  | 2  | 2  | 2  | 2  | 2  | 2  | 2  | 2  | 2  | 2  |
| Atlético         | 9  | 12 | 7  | 4  | 4  | 3  | 2  | 2  | 5  | 3  | 4  | 6  | 4  | 4  | 6  | 6  | 4  | 4  | 4  | 4  | 4  | 4  | 4  | 4  | 4  | 4  | 4  | 4  | 3  | 3  | 3  | 3  | 3  | 3  | 3  | 3  | 3  | 3  |
| Sevilla          | 2  | 4  | 2  | 5  | 2  | 6  | 3  | 3  | 2  | 4  | 5  | 3  | 3  | 3  | 3  | 3  | 2  | 2  | 2  | 3  | 3  | 3  | 3  | 3  | 3  | 3  | 3  | 3  | 4  | 4  | 4  | 4  | 4  | 4  | 4  | 4  | 4  | 4  |
| Villarreal       | 13 | 13 | 8  | 6  | 6  | 4  | 5  | 5  | 4  | 5  | 3  | 4  | 6  | 5  | 4  | 4  | 5  | 6  | 6  | 6  | 6  | 6  | 6  | 6  | 6  | 6  | 5  | 5  | 6  | 5  | 5  | 5  | 5  | 5  | 5  | 5  | 5  | 5  |
| R.Sociedad       | 19 | 9  | 11 | 13 | 8  | 11 | 9  | 10 | 7  | 6  | 6  | 5  | 5  | 6  | 5  | 5  | 6  | 5  | 5  | 5  | 5  | 5  | 5  | 5  | 5  | 5  | 6  | 6  | 5  | 7  | 6  | 7  | 7  | 7  | 7  | 7  | 7  | 6  |
| Athletic         | 15 | 18 | 14 | 10 | 7  | 5  | 6  | 6  | 6  | 7  | 7  | 7  | 8  | 7  | 7  | 7  | 7  | 7  | 7  | 7  | 9  | 8  | 8  | 8  | 8  | 7  | 7  | 7  | 7  | 6  | 8  | 6  | 6  | 6  | 6  | 6  | 6  | 7  |
| Espanyol         | 17 | 14 | 15 | 16 | 15 | 18 | 17 | 17 | 16 | 12 | 13 | 12 | 12 | 12 | 9  | 9  | 11 | 11 | 9  | 9  | 8  | 9  | 10 | 9  | 9  | 9  | 9  | 9  | 9  | 9  | 9  | 9  | 9  | 9  | 9  | 9  | 10 | 8  |
| Alavés           | 8  | 11 | 8  | 9  | 12 | 9  | 12 | 9  | 13 | 15 | 13 | 14 | 13 | 13 | 13 | 12 | 12 | 12 | 12 | 12 | 12 | 12 | 11 | 11 | 11 | 11 | 10 | 10 | 11 | 11 | 11 | 11 | 11 | 10 | 10 | 10 | 9  | 9  |
| Eibar            | 16 | 8  | 6  | 7  | 9  | 8  | 8  | 8  | 11 | 8  | 11 | 8  | 7  | 8  | 8  | 8  | 10 | 9  | 10 | 10 | 7  | 7  | 7  | 7  | 7  | 8  | 8  | 8  | 8  | 8  | 7  | 8  | 8  | 8  | 8  | 8  | 8  | 10 |
| Málaga           | 11 | 10 | 16 | 15 | 14 | 17 | 14 | 13 | 10 | 11 | 10 | 11 | 11 | 11 | 11 | 11 | 13 | 13 | 14 | 14 | 14 | 14 | 13 | 13 | 15 | 15 | 16 | 15 | 15 | 15 | 14 | 15 | 15 | 14 | 12 | 11 | 11 | 11 |
| Valencia         | 18 | 20 | 19 | 20 | 18 | 15 | 18 | 14 | 15 | 14 | 15 | 16 | 16 | 17 | 17 | 17 | 17 | 17 | 15 | 15 | 15 | 15 | 14 | 14 | 13 | 13 | 13 | 14 | 13 | 12 | 12 | 12 | 12 | 12 | 13 | 13 | 12 | 12 |
| Celta            | 14 | 19 | 20 | 19 | 17 | 12 | 10 | 12 | 8  | 9  | 8  | 9  | 9  | 9  | 12 | 13 | 9  | 8  | 8  | 8  | 10 | 10 | 9  | 10 | 10 | 10 | 11 | 11 | 10 | 10 | 10 | 10 | 10 | 11 | 11 | 12 | 13 | 13 |
| Las Palmas       | 3  | 1  | 4  | 2  | 5  | 7  | 7  | 7  | 9  | 10 | 9  | 10 | 10 | 10 | 10 | 10 | 8  | 10 | 11 | 11 | 11 | 11 | 12 | 12 | 12 | 12 | 12 | 12 | 12 | 13 | 13 | 13 | 13 | 13 | 14 | 14 | 14 | 14 |
| Real Betis       | 20 | 17 | 12 | 12 | 16 | 10 | 15 | 16 | 12 | 13 | 14 | 13 | 14 | 14 | 14 | 14 | 14 | 14 | 13 | 13 | 13 | 13 | 15 | 15 | 14 | 14 | 14 | 13 | 14 | 14 | 15 | 14 | 14 | 15 | 15 | 15 | 15 | 15 |
| Deportivo        | 4  | 5  | 10 | 11 | 13 | 16 | 13 | 15 | 17 | 17 | 16 | 17 | 17 | 16 | 16 | 15 | 15 | 15 | 16 | 16 | 16 | 16 | 16 | 17 | 17 | 16 | 15 | 16 | 16 | 16 | 16 | 16 | 16 | 16 | 16 | 17 | 17 | 16 |
| Leganés          | 7  | 7  | 9  | 14 | 10 | 13 | 11 | 11 | 14 | 16 | 17 | 15 | 15 | 15 | 15 | 16 | 16 | 16 | 17 | 17 | 17 | 17 | 17 | 16 | 16 | 17 | 17 | 17 | 17 | 17 | 17 | 17 | 17 | 17 | 17 | 16 | 16 | 17 |
| Sporting         | 5  | 6  | 3  | 8  | 11 | 14 | 16 | 18 | 18 | 18 | 18 | 18 | 18 | 18 | 18 | 18 | 18 | 18 | 18 | 18 | 18 | 18 | 18 | 18 | 19 | 19 | 19 | 18 | 18 | 18 | 18 | 18 | 18 | 18 | 18 | 18 | 18 | 18 |
| Osasuna          | 12 | 15 | 18 | 18 | 20 | 20 | 19 | 19 | 19 | 19 | 19 | 19 | 19 | 20 | 20 | 20 | 20 | 20 | 20 | 19 | 20 | 20 | 20 | 20 | 20 | 20 | 20 | 20 | 20 | 20 | 20 | 20 | 20 | 20 | 20 | 20 | 19 | 19 |
| Granada          | 10 | 16 | 17 | 17 | 19 | 19 | 20 | 20 | 20 | 20 | 20 | 20 | 20 | 19 | 19 | 19 | 19 | 19 | 19 | 20 | 19 | 19 | 19 | 19 | 18 | 18 | 18 | 19 | 19 | 19 | 19 | 19 | 19 | 19 | 19 | 19 | 20 | 20 |

### Resultados
| Málaga C. F.        | 1 – 1 | C. A. Osasuna     | La Rosaleda      | 19 de agosto | 20:45 | 22.199 | Jaime Latre         | 4 | 0 |
| Deportivo La Coruña | 2 – 1 | S. D. Eibar       | Riazor           | 19 de agosto | 22:00 | 22.374 | Melero López        | 6 | 0 |
| F. C. Barcelona     | 6 – 2 | Real Betis        | Camp Nou         | 20 de agosto | 18:15 | 65.731 | Undiano Mallenco    | 4 | 0 |
| Granada C. F.       | 1 – 1 | Villarreal C. F.  | Los Cármenes     | 20 de agosto | 20:15 | 15.101 | Estrada Fernández   | 5 | 0 |
| Sevilla F. C.       | 6 – 4 | R. C. D. Espanyol | Sánchez-Pizjuán  | 20 de agosto | 22:15 | 29.399 | González González   | 4 | 0 |
| Sporting de Gijón   | 2 – 1 | Athletic Club     | El Molinón       | 21 de agosto | 18:15 | 25.340 | Clos Gómez          | 6 | 0 |
| Real Sociedad       | 0 – 3 | Real Madrid C. F. | Anoeta           | 21 de agosto | 20:15 | 27.720 | Martínez Munuera    | 5 | 0 |
| Atlético de Madrid  | 1 – 1 | Deportivo Alavés  | Vicente Calderón | 21 de agosto | 22:15 | 36.421 | Iglesias Villanueva | 4 | 0 |
| R. C. Celta de Vigo | 0 – 1 | C. D. Leganés     | Balaídos         | 22 de agosto | 20:00 | 16.578 | Munuera Montero     | 5 | 1 |
| Valencia C. F.      | 2 – 4 | U. D. Las Palmas  | Mestalla         | 22 de agosto | 22:00 | 37.144 | Vicandi Garrido     | 4 | 0 |

| Real Betis        | 0 – 0 | Deportivo La Coruña | Villamarín   | 26 de agosto | 20:45 | 33.172 | Clos Gómez           | 2 | 0 |
| R. C. D. Espanyol | 2 – 2 | Málaga C. F.        | RCDE Stadium | 26 de agosto | 22:00 | 17.304 | Gil Manzano          | 6 | 0 |
| S. D. Eibar       | 1 – 0 | Valencia C. F.      | Ipurúa       | 27 de agosto | 18:15 | 3576   | Hernández Hernández  | 4 | 0 |
| C. A. Osasuna     | 0 – 2 | Real Sociedad       | El Sadar     | 27 de agosto | 18:15 | 16.343 | Álvarez Izquierdo    | 3 | 0 |
| Real Madrid C. F. | 2 – 1 | R. C. Celta de Vigo | Bernabéu     | 27 de agosto | 20:15 | 61.568 | De Burgos Bengoetxea | 2 | 0 |
| C. D. Leganés     | 0 – 0 | Atlético de Madrid  | Butarque     | 27 de agosto | 22:15 | 10.958 | Sánchez Martínez     | 4 | 0 |
| Deportivo Alavés  | 0 – 0 | Sporting de Gijón   | Mendizorroza | 28 de agosto | 18:15 | 14.030 | Munuera Montero      | 2 | 0 |
| U. D. Las Palmas  | 5 – 1 | Granada C. F.       | Gran Canaria | 28 de agosto | 18:15 | 18.529 | Ocón Arráiz          | 6 | 0 |
| Athletic Club     | 0 – 1 | F. C. Barcelona     | San Mamés    | 28 de agosto | 20:15 | 46.724 | Mateu Lahoz          | 9 | 0 |
| Villarreal C. F.  | 0 – 0 | Sevilla F. C.       | El Madrigal  | 28 de agosto | 22:15 | 17.530 | Del Cerro Grande     | 4 | 0 |

| Real Sociedad       | 1 – 1 | R. C. D. Espanyol  | Anoeta          | 9 de septiembre  | 20:45 | 19.595 | Iglesias Villanueva | 6 | 0 |
| R. C. Celta de Vigo | 0 – 4 | Atlético de Madrid | Balaídos        | 10 de septiembre | 13:00 | 18.100 | Jaime Latre         | 3 | 0 |
| Real Madrid C. F.   | 5 – 2 | C. A. Osasuna      | Bernabéu        | 10 de septiembre | 16:00 | 64.275 | Fernández Borbalán  | 6 | 0 |
| Málaga C. F.        | 0 – 2 | Villarreal C. F.   | La Rosaleda     | 10 de septiembre | 18:15 | 21.867 | Undiano Mallenco    | 3 | 0 |
| Sevilla F. C.       | 2 – 1 | U. D. Las Palmas   | Sánchez-Pizjuán | 10 de septiembre | 18:15 | 34.112 | Martínez Munuera    | 8 | 0 |
| F. C. Barcelona     | 1 – 2 | Deportivo Alavés   | Camp Nou        | 10 de septiembre | 20:30 | 72.303 | Melero López        | 2 | 0 |
| Sporting de Gijón   | 2 – 1 | C. D. Leganés      | El Molinón      | 11 de septiembre | 12:00 | 22.364 | Vicandi Garrido     | 2 | 0 |
| Valencia C. F.      | 2 – 3 | Real Betis         | Mestalla        | 11 de septiembre | 16:00 | 36.854 | González González   | 6 | 1 |
| Granada C. F.       | 1 – 2 | S. D. Eibar        | Los Cármenes    | 11 de septiembre | 18:15 | 15.916 | Trujillo Suárez     | 2 | 1 |
| Deportivo La Coruña | 0 – 1 | Athletic Club      | Riazor          | 11 de septiembre | 20:30 | 22.317 | Estrada Fernández   | 5 | 0 |

| Real Betis         | 2 – 2 | Granada C. F.       | Villamarín       | 16 de septiembre | 20:45 | 36.090 | Del Cerro Grande     | 11 | 0 |
| C. D. Leganés      | 1 – 5 | F. C. Barcelona     | Butarque         | 17 de septiembre | 13:00 | 10 958 | De Burgos Bengoetxea | 6  | 0 |
| Atlético de Madrid | 5 – 0 | Sporting de Gijón   | Vicente Calderón | 17 de septiembre | 16:15 | 45.821 | Ocón Arráiz          | 2  | 0 |
| S. D. Eibar        | 1 – 1 | Sevilla F. C.       | Ipurúa           | 17 de septiembre | 18:30 | 4265   | Álvarez Izquierdo    | 2  | 2 |
| U. D. Las Palmas   | 1 – 0 | Málaga C. F.        | Gran Canaria     | 17 de septiembre | 20:45 | 18.980 | Sánchez Martínez     | 4  | 0 |
| C. A. Osasuna      | 0 – 0 | R. C. Celta de Vigo | El Sadar         | 18 de septiembre | 12:00 | 14.854 | Trujillo Suárez      | 5  | 0 |
| Athletic Club      | 2 – 1 | Valencia C. F.      | San Mamés        | 18 de septiembre | 16:15 | 40.907 | Gil Manzano          | 8  | 0 |
| Villarreal C. F.   | 2 – 1 | Real Sociedad       | El Madrigal      | 18 de septiembre | 18:30 | 18.690 | Clos Gómez           | 7  | 0 |
| R. C. D. Espanyol  | 0 – 2 | Real Madrid C. F.   | RCDE Stadium     | 18 de septiembre | 20:45 | 29.484 | Hernández Hernández  | 6  | 0 |
| Deportivo Alavés   | 0 – 0 | Deportivo La Coruña | Mendizorroza     | 19 de septiembre | 20:45 | 16.840 | Martínez Munuera     | 7  | 0 |

| Málaga C. F.        | 2 – 1 | S. D. Eibar        | La Rosaleda     | 20 de septiembre | 20:00 | 19 670 | Iglesias Villanueva | 6 | 0 |
| Sevilla F. C.       | 1 – 0 | Real Betis         | Sánchez-Pizjuán | 20 de septiembre | 22:00 | 39.849 | Estrada Fernández   | 9 | 0 |
| Real Madrid C. F.   | 1 – 1 | Villarreal C. F.   | Bernabéu        | 21 de septiembre | 20:00 | 67.328 | González González   | 5 | 0 |
| R. C. Celta de Vigo | 2 – 1 | Sporting de Gijón  | Balaídos        | 21 de septiembre | 20:00 | 14.863 | Melero López        | 5 | 0 |
| Real Sociedad       | 4 – 1 | U. D. Las Palmas   | Anoeta          | 21 de septiembre | 22:00 | 10.974 | Munuera Montero     | 3 | 1 |
| Granada C. F.       | 1 – 2 | Athletic Club      | Los Cármenes    | 21 de septiembre | 22:00 | 14 603 | Martínez Munuera    | 1 | 0 |
| F. C. Barcelona     | 1 – 1 | Atlético de Madrid | Camp Nou        | 21 de septiembre | 22:00 | 89.421 | Fernández Borbalán  | 6 | 0 |
| Deportivo La Coruña | 1 – 2 | C. D. Leganés      | Riazor          | 22 de septiembre | 20:00 | 18 466 | Undiano Mallenco    | 3 | 0 |
| C. A. Osasuna       | 1 – 2 | R. C. D. Espanyol  | El Sadar        | 22 de septiembre | 20:00 | 14.631 | Vicandi Garrido     | 3 | 0 |
| Valencia C. F.      | 2 – 1 | Deportivo Alavés   | Mestalla        | 22 de septiembre | 22:00 | 32.285 | Jaime Latre         | 6 | 0 |

| Real Betis         | 1 – 0 | Málaga C. F.        | Villamarín       | 23 de septiembre | 20:45 | 37.038 | Álvarez Izquierdo   | 10 | 0 |
| S. D. Eibar        | 2 – 0 | Real Sociedad       | Ipurúa           | 24 de septiembre | 13:00 | 4798   | Sánchez Martínez    | 6  | 1 |
| Sporting de Gijón  | 0 – 5 | F. C. Barcelona     | El Molinón       | 24 de septiembre | 16:15 | 26.098 | Del Cerro Grande    | 3  | 0 |
| Athletic Club      | 3 – 1 | Sevilla F. C.       | San Mamés        | 24 de septiembre | 18:30 | 42.415 | Hernández Hernández | 4  | 1 |
| U. D. Las Palmas   | 2 – 2 | Real Madrid C. F.   | Gran Canaria     | 24 de septiembre | 20:45 | 22.520 | Estrada Fernández   | 5  | 0 |
| C. D. Leganés      | 1 – 2 | Valencia C. F.      | Butarque         | 25 de septiembre | 12:00 | 10.622 | Fernández Borbalán  | 8  | 0 |
| Atlético de Madrid | 1 – 0 | Deportivo La Coruña | Vicente Calderón | 25 de septiembre | 16:15 | 45.653 | Gil Manzano         | 5  | 0 |
| Villarreal C. F.   | 3 – 1 | C. A. Osasuna       | El Madrigal      | 25 de septiembre | 18:30 | 18 319 | Ocón Arráiz         | 2  | 0 |
| R. C. D. Espanyol  | 0 – 2 | R. C. Celta de Vigo | RCDE Stadium     | 25 de septiembre | 20:45 | 17 484 | Undiano Mallenco    | 5  | 0 |
| Deportivo Alavés   | 3 – 1 | Granada C. F.       | Mendizorroza     | 26 de septiembre | 20:45 | 16 371 | González González   | 6  | 0 |

| Real Sociedad       | 1 – 0 | Real Betis         | Anoeta          | 30 de septiembre | 20:45 | 18.310 | Trujillo Suárez      | 5  | 0 |
| Granada C. F.       | 0 – 1 | C. D. Leganés      | Los Cármenes    | 1 de octubre     | 13:00 | 15.050 | Jaime Latre          | 1  | 0 |
| Sevilla F. C.       | 2 – 1 | Deportivo Alavés   | Sánchez-Pizjuán | 1 de octubre     | 16:15 | 32.122 | Mateu Lahoz          | 8  | 0 |
| C. A. Osasuna       | 2 – 2 | U. D. Las Palmas   | El Sadar        | 1 de octubre     | 18:30 | 15.415 | Iglesias Villanueva  | 7  | 0 |
| Deportivo La Coruña | 2 – 1 | Sporting de Gijón  | Riazor          | 1 de octubre     | 20:45 | 24.864 | De Burgos Bengoetxea | 4  | 0 |
| Valencia C. F.      | 0 – 2 | Atlético de Madrid | Mestalla        | 2 de octubre     | 12:00 | 43 271 | Clos Gómez           | 4  | 0 |
| Real Madrid C. F.   | 1 – 1 | S. D. Eibar        | Bernabéu        | 2 de octubre     | 16:15 | 72.103 | Martínez Munuera     | 9  | 0 |
| Málaga C. F.        | 2 – 1 | Athletic Club      | La Rosaleda     | 2 de octubre     | 18:30 | 23.080 | Del Cerro Grande     | 12 | 1 |
| R. C. D. Espanyol   | 0 – 0 | Villarreal C. F.   | RCDE Stadium    | 2 de octubre     | 18:30 | 20.254 | Munuera Montero      | 4  | 0 |
| R. C. Celta de Vigo | 4 – 3 | F. C. Barcelona    | Balaídos        | 2 de octubre     | 20:45 | 20.901 | Vicandi Garrido      | 4  | 0 |

| U. D. Las Palmas   | 0 – 0 | R. C. D. Espanyol   | Gran Canaria     | 14 de octubre | 20:45 | 20.575 | Fernández Borbalán   | 5 | 0 |
| C. D. Leganés      | 2 – 3 | Sevilla F. C.       | Butarque         | 15 de octubre | 13:00 | 10.922 | Ocón Arráiz          | 7 | 0 |
| F. C. Barcelona    | 4 – 0 | Deportivo La Coruña | Camp Nou         | 15 de octubre | 16:15 | 83.553 | Sánchez Martínez     | 3 | 1 |
| Atlético de Madrid | 7 – 1 | Granada C. F.       | Vicente Calderón | 15 de octubre | 18:30 | 48.293 | De Burgos Bengoetxea | 2 | 0 |
| Real Betis         | 1 – 6 | Real Madrid C. F.   | Villamarín       | 15 de octubre | 20:45 | 41.665 | Gil Manzano          | 4 | 0 |
| Deportivo Alavés   | 1 – 1 | Málaga C. F.        | Mendizorroza     | 16 de octubre | 12:00 | 17.068 | Hernández Hernández  | 7 | 1 |
| Athletic Club      | 3 – 2 | Real Sociedad       | San Mamés        | 16 de octubre | 16:15 | 47.256 | González González    | 6 | 0 |
| Sporting de Gijón  | 1 – 2 | Valencia C. F.      | El Molinón       | 16 de octubre | 18:30 | 25.309 | Munuera Montero      | 6 | 0 |
| Villarreal C. F.   | 5 – 0 | R. C. Celta de Vigo | El Madrigal      | 16 de octubre | 20:45 | 18.152 | Estrada Fernández    | 7 | 0 |
| S. D. Eibar        | 2 – 3 | C. A. Osasuna       | Ipurúa           | 17 de octubre | 20:45 | 5250   | Melero López         | 3 | 0 |

| C. A. Osasuna       | 1 – 2 | Real Betis          | El Sadar        | 21 de octubre | 20:45 | 15.044 | Del Cerro Grande    | 5 | 1 |
| R. C. D. Espanyol   | 3 – 3 | S. D. Eibar         | RCDE Stadium    | 22 de octubre | 13:00 | 17.330 | Gil Manzano         | 9 | 0 |
| Valencia C. F.      | 2 – 3 | F. C. Barcelona     | Mestalla        | 22 de octubre | 16:15 | 46.770 | Undiano Mallenco    | 9 | 0 |
| Real Sociedad       | 3 – 0 | Deportivo Alavés    | Anoeta          | 22 de octubre | 18:30 | 24.224 | Clos Gómez          | 8 | 0 |
| Granada C. F.       | 0 – 0 | Sporting de Gijón   | Los Cármenes    | 22 de octubre | 20:45 | 14.622 | Vicandi Garrido     | 5 | 0 |
| R. C. Celta de Vigo | 4 – 1 | Deportivo La Coruña | Balaídos        | 23 de octubre | 12:00 | 21.024 | Álvarez Izquierdo   | 8 | 0 |
| Sevilla F. C.       | 1 – 0 | Atlético de Madrid  | Sánchez-Pizjuán | 23 de octubre | 16:15 | 34.526 | Martínez Munuera    | 8 | 0 |
| Málaga C. F.        | 4 – 0 | C. D. Leganés       | La Rosaleda     | 23 de octubre | 18:30 | 18.991 | Trujillo Suárez     | 4 | 0 |
| Villarreal C. F.    | 2 – 1 | U. D. Las Palmas    | El Madrigal     | 23 de octubre | 18:30 | 18.312 | Jaime Latre         | 5 | 0 |
| Real Madrid C. F.   | 2 – 1 | Athletic Club       | Bernabéu        | 23 de octubre | 20:45 | 72.910 | Iglesias Villanueva | 5 | 0 |

| C. D. Leganés       | 0 – 2 | Real Sociedad       | Butarque         | 28 de octubre | 20:45 | 10.922 | Hernández Hernández  | 7  | 0 |
| Sporting de Gijón   | 1 – 1 | Sevilla F. C.       | El Molinón       | 29 de octubre | 13:00 | 22.803 | Iglesias Villanueva  | 8  | 0 |
| Deportivo Alavés    | 1 – 4 | Real Madrid C. F.   | Mendizorroza     | 29 de octubre | 16:15 | 19.840 | Sánchez Martínez     | 6  | 0 |
| Atlético de Madrid  | 4 – 2 | Málaga C. F.        | Vicente Calderón | 29 de octubre | 18:30 | 47.471 | Estrada Fernández    | 10 | 0 |
| F. C. Barcelona     | 1 – 0 | Granada C. F.       | Camp Nou         | 29 de octubre | 20:45 | 82.914 | Martínez Munuera     | 5  | 0 |
| S. D. Eibar         | 2 – 1 | Villarreal C. F.    | Ipurúa           | 30 de octubre | 12:00 | 4678   | Fernández Borbalán   | 5  | 0 |
| Athletic Club       | 1 – 1 | C. A. Osasuna       | San Mamés        | 30 de octubre | 16:15 | 43.696 | Munuera Montero      | 3  | 0 |
| Real Betis          | 0 – 1 | R. C. D. Espanyol   | Villamarín       | 30 de octubre | 18:30 | 38 282 | De Burgos Bengoetxea | 6  | 0 |
| U. D. Las Palmas    | 3 – 3 | R. C. Celta de Vigo | Gran Canaria     | 30 de octubre | 20:45 | 21.194 | Melero López         | 10 | 0 |
| Deportivo La Coruña | 1 – 1 | Valencia C. F.      | Riazor           | 31 de octubre | 20:45 | 23.492 | González González    | 6  | 0 |

| Málaga C. F.        | 3 – 2 | Sporting de Gijón   | La Rosaleda     | 4 de noviembre | 20:45 | 20 316 | Gil Manzano       | 10 | 0 |
| Granada C. F.       | 1 – 1 | Deportivo La Coruña | Los Cármenes    | 5 de noviembre | 13:00 | 13 157 | Undiano Mallenco  | 3  | 0 |
| Real Sociedad       | 2 – 0 | Atlético de Madrid  | Anoeta          | 5 de noviembre | 16:15 | 24.048 | Álvarez Izquierdo | 6  | 0 |
| C. A. Osasuna       | 0 – 1 | Deportivo Alavés    | El Sadar        | 5 de noviembre | 18:30 | 15.853 | Ocón Arráiz       | 7  | 0 |
| U. D. Las Palmas    | 1 – 0 | S. D. Eibar         | Gran Canaria    | 5 de noviembre | 20:45 | 19.381 | Del Cerro Grande  | 6  | 0 |
| Real Madrid C. F.   | 3 – 0 | C. D. Leganés       | Bernabéu        | 6 de noviembre | 12:00 | 74.269 | Mateu Lahoz       | 8  | 0 |
| R. C. Celta de Vigo | 2 – 1 | Valencia C. F.      | Balaídos        | 6 de noviembre | 16:15 | 18.251 | Clos Gómez        | 7  | 0 |
| R. C. D. Espanyol   | 0 – 0 | Athletic Club       | RCDE Stadium    | 6 de noviembre | 16:15 | 22.835 | Trujillo Suárez   | 3  | 0 |
| Villarreal C. F.    | 2 – 0 | Real Betis          | El Madrigal     | 6 de noviembre | 18:30 | 18 826 | Vicandi Garrido   | 2  | 0 |
| Sevilla F. C.       | 1 – 2 | F. C. Barcelona     | Sánchez-Pizjuán | 6 de noviembre | 20:45 | 40 812 | Jaime Latre       | 10 | 0 |

| Real Betis          | 2 – 0 | U. D. Las Palmas    | Villamarín       | 18 de noviembre | 20:45 | 34.114 | González González    | 1 | 0 |
| Deportivo La Coruña | 2 – 3 | Sevilla F. C.       | Riazor           | 19 de noviembre | 13:00 | 21 096 | Mateu Lahoz          | 5 | 0 |
| F. C. Barcelona     | 0 – 0 | Málaga C. F.        | Camp Nou         | 19 de noviembre | 16:15 | 83 439 | De Burgos Bengoetxea | 2 | 2 |
| S. D. Eibar         | 1 – 0 | R. C. Celta de Vigo | Ipurúa           | 19 de noviembre | 18:30 | 5503   | Munuera Montero      | 7 | 2 |
| Atlético de Madrid  | 0 – 3 | Real Madrid C. F.   | Vicente Calderón | 19 de noviembre | 20:45 | 53 741 | Fernández Borbalán   | 6 | 0 |
| Deportivo Alavés    | 0 – 1 | R. C. D. Espanyol   | Mendizorroza     | 20 de noviembre | 12:00 | 19 550 | Melero López         | 7 | 0 |
| Valencia C. F.      | 1 – 1 | Granada C. F.       | Mestalla         | 20 de noviembre | 16:15 | 34.884 | Hernández Hernández  | 7 | 0 |
| Sporting de Gijón   | 1 – 3 | Real Sociedad       | El Molinón       | 20 de noviembre | 18:30 | 23.439 | Martínez Munuera     | 3 | 0 |
| Athletic Club       | 1 – 0 | Villarreal C. F.    | San Mamés        | 20 de noviembre | 20:45 | 38.245 | Sánchez Martínez     | 2 | 0 |
| C. D. Leganés       | 2 – 0 | C. A. Osasuna       | Butarque         | 21 de noviembre | 20:45 | 8827   | Iglesias Villanueva  | 5 | 0 |

| S. D. Eibar         | 3 – 1 | Real Betis          | Ipurúa          | 25 de noviembre | 20:45 | 5150   | Ocón Arráiz         | 1 | 1 |
| Málaga C. F.        | 4 – 3 | Deportivo La Coruña | La Rosaleda     | 26 de noviembre | 13:00 | 12 679 | Vicandi Garrido     | 4 | 0 |
| Real Madrid C. F.   | 2 – 1 | Sporting de Gijón   | Bernabéu        | 26 de noviembre | 16:15 | 67.118 | Hernández Hernández | 4 | 0 |
| R. C. D. Espanyol   | 3 – 0 | C. D. Leganés       | RCDE Stadium    | 26 de noviembre | 18:30 | 17.137 | Martínez Munuera    | 3 | 0 |
| Sevilla F. C.       | 2 – 1 | Valencia C. F.      | Sánchez-Pizjuán | 26 de noviembre | 20:45 | 31.901 | Del Cerro Grande    | 1 | 0 |
| Villarreal C. F.    | 0 – 2 | Deportivo Alavés    | El Madrigal     | 27 de noviembre | 12:00 | 15.629 | Undiano Mallenco    | 5 | 0 |
| C. A. Osasuna       | 0 – 3 | Atlético de Madrid  | El Sadar        | 27 de noviembre | 16:15 | 16.385 | Mateu Lahoz         | 4 | 0 |
| R. C. Celta de Vigo | 3 – 1 | Granada C. F.       | Balaídos        | 27 de noviembre | 18:30 | 15 852 | Trujillo Suárez     | 3 | 0 |
| Real Sociedad       | 1 – 1 | F. C. Barcelona     | Anoeta          | 27 de noviembre | 20:45 | 27.756 | Gil Manzano         | 6 | 0 |
| U. D. Las Palmas    | 3 – 1 | Athletic Club       | Gran Canaria    | 28 de noviembre | 20:45 | 20.717 | Álvarez Izquierdo   | 9 | 0 |

| Granada C. F.       | 2 – 1 | Sevilla F. C.       | Los Cármenes     | 3 de diciembre | 13:00 | 15 832 | González González    | 7 | 0 |
| F. C. Barcelona     | 1 – 1 | Real Madrid C. F.   | Camp Nou         | 3 de diciembre | 16:15 | 98.485 | Clos Gómez           | 6 | 0 |
| C. D. Leganés       | 0 – 0 | Villarreal C. F.    | Butarque         | 3 de diciembre | 18:30 | 8526   | Melero López         | 9 | 0 |
| Atlético de Madrid  | 0 – 0 | R. C. D. Espanyol   | Vicente Calderón | 3 de diciembre | 20:45 | 39 707 | Jaime Latre          | 4 | 0 |
| Real Betis          | 3 – 3 | R. C. Celta de Vigo | Villamarín       | 4 de diciembre | 12:00 | 27 241 | Sánchez Martínez     | 7 | 0 |
| Athletic Club       | 3 – 1 | S. D. Eibar         | San Mamés        | 4 de diciembre | 16:15 | 42.831 | Estrada Fernández    | 5 | 0 |
| Sporting de Gijón   | 3 – 1 | C. A. Osasuna       | El Molinón       | 4 de diciembre | 18:30 | 25.800 | De Burgos Bengoetxea | 4 | 0 |
| Deportivo Alavés    | 1 – 1 | U. D. Las Palmas    | Mendizorroza     | 4 de diciembre | 18:30 | 18.724 | Fernández Borbalán   | 6 | 0 |
| Valencia C. F.      | 2 – 2 | Málaga C. F.        | Mestalla         | 4 de diciembre | 20:45 | 23.121 | Iglesias Villanueva  | 6 | 0 |
| Deportivo La Coruña | 5 – 1 | Real Sociedad       | Riazor           | 5 de diciembre | 20:45 | 20 548 | Munuera Montero      | 5 | 0 |

| Málaga C. F.        | 1 – 1 | Granada C. F.             | La Rosaleda  | 9 de diciembre  | 20:45 | 20 299 | Álvarez Izquierdo   | 8  | 0 |
| C. A. Osasuna       | 0 – 3 | F. C. Barcelona           | El Sadar     | 10 de diciembre | 13:00 | 17 349 | Martínez Munuera    | 3  | 0 |
| Real Sociedad       | 3 – 2 | Valencia C. F.            | Anoeta       | 10 de diciembre | 16:15 | 22.817 | Estrada Fernández   | 10 | 0 |
| U. D. Las Palmas    | 1 – 1 | C. D. Leganés             | Gran Canaria | 10 de diciembre | 18:30 | 19 131 | Gil Manzano         | 6  | 0 |
| Real Madrid C. F.   | 3 – 2 | R. C. Deportivo La Coruña | Bernabéu     | 10 de diciembre | 20:45 | 67 174 | Jaime Latre         | 6  | 0 |
| S. D. Eibar         | 0 – 0 | Deportivo Alavés          | Ipurúa       | 11 de diciembre | 12:00 | 5666   | Trujillo Suárez     | 2  | 0 |
| R. C. Celta de Vigo | 0 – 3 | Sevilla F. C.             | Balaídos     | 11 de diciembre | 16:15 | 19.350 | Undiano Mallenco    | 6  | 0 |
| R. C. D. Espanyol   | 2 – 1 | Sporting de Gijón         | RCDE Stadium | 11 de diciembre | 18:30 | 19.353 | Del Cerro Grande    | 3  | 0 |
| Real Betis          | 1 – 0 | Athletic Club             | Villamarín   | 11 de diciembre | 20:45 | 34.481 | Mateu Lahoz         | 5  | 0 |
| Villarreal C. F.    | 3 – 0 | Atlético de Madrid        | El Madrigal  | 12 de diciembre | 20:45 | 19.370 | Hernández Hernández | 6  | 0 |

| Deportivo Alavés    | 1 – 0 | Real Betis          | Mendizorroza     | 16 de diciembre | 20:45 | 18.067 | Iglesias Villanueva  | 7 | 0 |
| Sporting de Gijón   | 1 – 3 | Villarreal C. F.    | El Molinón       | 17 de diciembre | 13:00 | 19 900 | Vicandi Garrido      | 3 | 0 |
| Atlético de Madrid  | 1 – 0 | U. D. Las Palmas    | Vicente Calderón | 17 de diciembre | 16:15 | 39.453 | Melero López         | 3 | 0 |
| Granada C. F.       | 0 – 2 | Real Sociedad       | Los Cármenes     | 17 de diciembre | 18:30 | 12.746 | Ocón Arráiz          | 1 | 0 |
| Sevilla F. C.       | 4 – 1 | Málaga C. F.        | Sánchez-Pizjuán  | 17 de diciembre | 20:45 | 30.324 | Clos Gómez           | 7 | 0 |
| C. D. Leganés       | 1 – 1 | S. D. Eibar         | Butarque         | 18 de diciembre | 16:15 | 9231   | González González    | 4 | 1 |
| Deportivo La Coruña | 2 – 0 | C. A. Osasuna       | Riazor           | 18 de diciembre | 18:30 | 22.863 | Sánchez Martínez     | 4 | 0 |
| F. C. Barcelona     | 4 – 1 | R. C. D. Espanyol   | Camp Nou         | 18 de diciembre | 20:45 | 79 370 | Mateu Lahoz          | 3 | 0 |
| Athletic Club       | 2 – 1 | R. C. Celta de Vigo | San Mamés        | 19 de diciembre | 20:45 | 35 808 | Martínez Munuera     | 8 | 0 |
| Valencia C. F.      | 2 – 1 | Real Madrid C. F.   | Mestalla         | 22 de febrero   | 18:45 | 45.833 | De Burgos Bengoetxea | 7 | 0 |

| R. C. D. Espanyol   | 1 – 1 | Deportivo La Coruña | RCDE Stadium | 6 de enero | 20:45 | 16.347 | De Burgos Bengoetxea | 4 | 0 |
| Real Madrid C. F.   | 5 – 0 | Granada C. F.       | Bernabéu     | 7 de enero | 13:00 | 71 184 | Vicandi Garrido      | 5 | 0 |
| S. D. Eibar         | 0 – 2 | Atlético de Madrid  | Ipurúa       | 7 de enero | 16:15 | 5810   | Gil Manzano          | 4 | 0 |
| U. D. Las Palmas    | 1 – 0 | Sporting de Gijón   | Gran Canaria | 7 de enero | 18:30 | 21.710 | Munuera Montero      | 5 | 0 |
| Real Sociedad       | 0 – 4 | Sevilla F. C.       | Anoeta       | 7 de enero | 20:45 | 22.374 | Martínez Munuera     | 5 | 0 |
| Athletic Club       | 0 – 0 | Deportivo Alavés    | San Mamés    | 8 de enero | 12:00 | 42.182 | Del Cerro Grande     | 6 | 0 |
| Real Betis          | 2 – 0 | C. D. Leganés       | Villamarín   | 8 de enero | 16:15 | 36.328 | Estrada Fernández    | 8 | 0 |
| R. C. Celta de Vigo | 3 – 1 | Málaga C. F.        | Balaídos     | 8 de enero | 18:30 | 17.890 | González González    | 4 | 0 |
| Villarreal C. F.    | 1 – 1 | F. C. Barcelona     | La Cerámica  | 8 de enero | 20:45 | 22 893 | Iglesias Villanueva  | 5 | 0 |
| C. A. Osasuna       | 3 – 3 | Valencia C. F.      | El Sadar     | 9 de enero | 20:45 | 12 160 | Álvarez Izquierdo    | 7 | 0 |

| C. D. Leganés       | 0 – 0 | Athletic Club     | Butarque         | 14 de enero | 13:00 | 10 922 | Jaime Latre         | 6 | 0 |
| F. C. Barcelona     | 5 – 0 | U. D. Las Palmas  | Camp Nou         | 14 de enero | 16:15 | 81.480 | Undiano Mallenco    | 7 | 0 |
| Atlético de Madrid  | 1 – 0 | Real Betis        | Vicente Calderón | 14 de enero | 18:30 | 46.043 | Clos Gómez          | 3 | 0 |
| Deportivo La Coruña | 0 – 0 | Villarreal C. F.  | Riazor           | 14 de enero | 20:45 | 19.807 | Ocón Arráiz         | 1 | 0 |
| Valencia C. F.      | 2 – 1 | R. C. D. Espanyol | Mestalla         | 15 de enero | 12:00 | 33 932 | Sánchez Martínez    | 5 | 0 |
| R. C. Celta de Vigo | 1 – 0 | Deportivo Alavés  | Balaídos         | 15 de enero | 16:15 | 15.723 | Melero López        | 9 | 0 |
| Granada C. F.       | 1 – 1 | C. A. Osasuna     | Los Cármenes     | 15 de enero | 18:30 | 14.328 | Trujillo Suárez     | 8 | 1 |
| Sporting de Gijón   | 2 – 3 | S. D. Eibar       | El Molinón       | 15 de enero | 18:30 | 20.050 | Fernández Borbalán  | 4 | 0 |
| Sevilla F. C.       | 2 – 1 | Real Madrid C. F. | Sánchez-Pizjuán  | 15 de enero | 20:45 | 40.386 | Hernández Hernández | 4 | 0 |
| Málaga C. F.        | 0 – 2 | Real Sociedad     | La Rosaleda      | 16 de enero | 20:45 | 18 057 | Mateu Lahoz         | 2 | 0 |

| U. D. Las Palmas  | 1 – 1 | Deportivo La Coruña | Gran Canaria | 20 de enero | 20:45 | 18 051 | Fernández Borbalán  | 3 | 0 |
| R. C. D. Espanyol | 3 – 1 | Granada C. F.       | RCDE Stadium | 21 de enero | 13:00 | 15.184 | Clos Gómez          | 3 | 0 |
| Real Madrid C. F. | 2 – 1 | Málaga C. F.        | Bernabéu     | 21 de enero | 16:15 | 72.687 | Gil Manzano         | 5 | 0 |
| Deportivo Alavés  | 2 – 2 | C. D. Leganés       | Mendizorroza | 21 de enero | 18:30 | 19.126 | Munuera Montero     | 6 | 0 |
| Villarreal C. F.  | 0 – 2 | Valencia C. F.      | La Cerámica  | 21 de enero | 20:45 | 17.615 | González González   | 4 | 0 |
| C. A. Osasuna     | 3 – 4 | Sevilla F. C.       | El Sadar     | 22 de enero | 12:00 | 15 211 | Estrada Fernández   | 8 | 0 |
| Athletic Club     | 2 – 2 | Atlético de Madrid  | San Mamés    | 22 de enero | 16:15 | 44.263 | Iglesias Villanueva | 5 | 0 |
| Real Betis        | 0 – 0 | Sporting de Gijón   | Villamarín   | 22 de enero | 18:30 | 35.097 | Undiano Mallenco    | 4 | 0 |
| Real Sociedad     | 1 – 0 | R. C. Celta de Vigo | Anoeta       | 22 de enero | 18:30 | 19.845 | Del Cerro Grande    | 4 | 0 |
| S. D. Eibar       | 0 – 4 | F. C. Barcelona     | Ipurúa       | 22 de enero | 20:45 | 6340   | Sánchez Martínez    | 4 | 0 |

| C. A. Osasuna     | 1 – 1 | Málaga C. F.        | El Sadar     | 27 de enero | 20:45 | 14.262 | De Burgos Bengoetxea | 1 | 0 |
| Villarreal C. F.  | 2 – 0 | Granada C. F.       | La Cerámica  | 28 de enero | 13:00 | 15 152 | Álvarez Izquierdo    | 5 | 0 |
| Deportivo Alavés  | 0 – 0 | Atlético de Madrid  | Mendizorroza | 28 de enero | 16:15 | 19.152 | Ocón Arráiz          | 5 | 0 |
| S. D. Eibar       | 3 – 1 | Deportivo La Coruña | Ipurúa       | 28 de enero | 18:30 | 5617   | Martínez Munuera     | 2 | 0 |
| C. D. Leganés     | 0 – 2 | R. C. Celta de Vigo | Butarque     | 28 de enero | 20:45 | 10.123 | Trujillo Suárez      | 2 | 0 |
| Real Betis        | 1 – 1 | F. C. Barcelona     | Villamarín   | 29 de enero | 12:00 | 43.790 | Hernández Hernández  | 5 | 0 |
| R. C. D. Espanyol | 3 – 1 | Sevilla F. C.       | RCDE Stadium | 29 de enero | 16:15 | 22.974 | Vicandi Garrido      | 4 | 1 |
| Athletic Club     | 2 – 1 | Sporting de Gijón   | San Mamés    | 29 de enero | 18:30 | 41.657 | Clos Gómez           | 8 | 0 |
| Real Madrid C. F. | 3 – 0 | Real Sociedad       | Bernabéu     | 29 de enero | 20:45 | 66 693 | Melero López         | 5 | 0 |
| U. D. Las Palmas  | 3 – 1 | Valencia C. F.      | Gran Canaria | 30 de enero | 20:45 | 20 427 | Jaime Latre          | 6 | 0 |

| Málaga C. F.        | 0 – 1 | R. C. D. Espanyol | La Rosaleda      | 4 de febrero | 13:00 | 21 546 | Ocón Arráiz       | 5  | 0 |
| F. C. Barcelona     | 3 – 0 | Athletic Club     | Camp Nou         | 4 de febrero | 16:15 | 83.884 | González González | 4  | 0 |
| Atlético de Madrid  | 2 – 0 | C. D. Leganés     | Vicente Calderón | 4 de febrero | 18:30 | 37.421 | Sánchez Martínez  | 2  | 0 |
| Valencia C. F.      | 0 – 4 | S. D. Eibar       | Mestalla         | 4 de febrero | 20:45 | 32.571 | Munuera Montero   | 3  | 1 |
| Sevilla F. C.       | 0 – 0 | Villarreal C. F.  | Sánchez-Pizjuán  | 5 de febrero | 12:00 | 33.401 | Undiano Mallenco  | 4  | 0 |
| Sporting de Gijón   | 2 – 4 | Deportivo Alavés  | El Molinón       | 5 de febrero | 16:15 | 21.752 | Gil Manzano       | 10 | 0 |
| Real Sociedad       | 3 – 2 | C. A. Osasuna     | Anoeta           | 5 de febrero | 18:30 | 21.893 | Jaime Latre       | 4  | 0 |
| Granada C. F.       | 1 – 0 | U. D. Las Palmas  | Los Cármenes     | 6 de febrero | 20:45 | 14.001 | Del Cerro Grande  | 8  | 0 |
| Deportivo La Coruña | 1 – 1 | Real Betis        | Riazor           | 8 de marzo   | 18:45 | 21.450 | Álvarez Izquierdo | 11 | 0 |
| R. C. Celta de Vigo | 1 – 4 | Real Madrid C. F. | Balaídos         | 17 de mayo   | 21:00 | 22.838 | Martínez Munuera  | 8  | 0 |

| R. C. D. Espanyol  | 1 – 2 | Real Sociedad       | RCDE Stadium     | 10 de febrero | 20:45 | 17.650 | Fernández Borbalán   | 5 | 0 |
| Real Betis         | 0 – 0 | Valencia C. F.      | Villamarín       | 11 de febrero | 13:00 | 27.357 | Trujillo Suárez      | 7 | 0 |
| Deportivo Alavés   | 0 – 6 | F. C. Barcelona     | Mendizorroza     | 11 de febrero | 16:15 | 17.872 | Clos Gómez           | 4 | 0 |
| Athletic Club      | 2 – 1 | Deportivo La Coruña | San Mamés        | 11 de febrero | 18:30 | 41.612 | Melero López         | 3 | 0 |
| C. A. Osasuna      | 1 – 3 | Real Madrid C. F.   | El Sadar         | 11 de febrero | 20:45 | 17.802 | Iglesias Villanueva  | 5 | 0 |
| Villarreal C. F.   | 1 – 1 | Málaga C. F.        | La Cerámica      | 12 de febrero | 12:00 | 16.770 | Vicandi Garrido      | 5 | 1 |
| C. D. Leganés      | 0 – 2 | Sporting de Gijón   | Butarque         | 12 de febrero | 16:15 | 8232   | Estrada Fernández    | 9 | 1 |
| U. D. Las Palmas   | 0 – 1 | Sevilla F. C.       | Gran Canaria     | 12 de febrero | 18:30 | 27.724 | De Burgos Bengoetxea | 6 | 0 |
| Atlético de Madrid | 3 – 2 | R. C. Celta de Vigo | Vicente Calderón | 12 de febrero | 20:45 | 31.059 | Hernández Hernández  | 3 | 0 |
| S. D. Eibar        | 4 – 0 | Granada C. F.       | Ipurúa           | 13 de febrero | 20:45 | 4855   | Mateu Lahoz          | 4 | 0 |

| Granada C. F.       | 4 – 1 | Real Betis         | Los Cármenes          | 17 de febrero | 20:45 | 16.208 | Ocón Arráiz         | 5 | 2 |
| Sporting de Gijón   | 1 – 4 | Atlético de Madrid | El Molinón            | 18 de febrero | 13:00 | 24.013 | González González   | 2 | 0 |
| Real Madrid C. F.   | 2 – 0 | R. C. D. Espanyol  | Santiago Bernabéu     | 18 de febrero | 16:15 | 72.234 | Undiano Mallenco    | 7 | 0 |
| Deportivo La Coruña | 0 – 1 | Deportivo Alavés   | Riazor                | 18 de febrero | 18:30 | 19.753 | Jaime Latre         | 8 | 0 |
| Sevilla F. C.       | 2 – 0 | S. D. Eibar        | Ramón Sánchez-Pizjuán | 18 de febrero | 20:45 | 33.895 | Álvarez Izquierdo   | 5 | 0 |
| Real Sociedad       | 0 – 1 | Villarreal C. F.   | Anoeta                | 19 de febrero | 12:00 | 21.649 | Hernández Hernández | 6 | 0 |
| Valencia C. F.      | 2 – 0 | Athletic Club      | Mestalla              | 19 de febrero | 16:15 | 36.396 | Fernández Borbalán  | 1 | 0 |
| R. C. Celta de Vigo | 3 – 0 | C. A. Osasuna      | Balaídos              | 19 de febrero | 18:30 | 15.391 | Vicandi Garrido     | 1 | 0 |
| F. C. Barcelona     | 2 – 1 | C. D. Leganés      | Camp Nou              | 19 de febrero | 20:45 | 63.378 | Iglesias Villanueva | 4 | 0 |
| Málaga C. F.        | 2 – 1 | U. D. Las Palmas   | La Rosaleda           | 20 de febrero | 20:45 | 20.787 | Sánchez Martínez    | 9 | 0 |

| U. D. Las Palmas   | 0 – 1 | Real Sociedad             | Gran Canaria     | 24 de febrero | 20:45 | 19 085 | Martínez Munuera     | 4 | 0 |
| Deportivo Alavés   | 2 – 1 | Valencia C. F.            | Mendizorroza     | 25 de febrero | 13:00 | 19 118 | Melero López         | 8 | 0 |
| Real Betis         | 1 – 2 | Sevilla F. C.             | Villamarín       | 25 de febrero | 16:15 | 41.263 | Del Cerro Grande     | 6 | 0 |
| C. D. Leganés      | 4 – 0 | R. C. Deportivo La Coruña | Butarque         | 25 de febrero | 18:30 | 10.076 | Munuera Montero      | 7 | 1 |
| S. D. Eibar        | 3 – 0 | Málaga C. F.              | Ipurúa           | 25 de febrero | 20:45 | 4953   | Estrada Fernández    | 8 | 0 |
| R. C. D. Espanyol  | 3 – 0 | C. A. Osasuna             | RCDE Stadium     | 26 de febrero | 12:00 | 18.766 | Clos Gómez           | 5 | 1 |
| Atlético de Madrid | 1 – 2 | F. C. Barcelona           | Vicente Calderón | 26 de febrero | 16:15 | 52.440 | Mateu Lahoz          | 6 | 0 |
| Athletic Club      | 3 – 1 | Granada C. F.             | San Mamés        | 26 de febrero | 18:30 | 37.563 | Trujillo Suárez      | 6 | 0 |
| Sporting de Gijón  | 1 – 1 | R. C. Celta de Vigo       | El Molinón       | 26 de febrero | 18:30 | 23.797 | De Burgos Bengoetxea | 6 | 1 |
| Villarreal C. F.   | 2 – 3 | Real Madrid C. F.         | La Cerámica      | 26 de febrero | 20:45 | 20.878 | Gil Manzano          | 6 | 0 |

| Real Sociedad       | 2 – 2 | S. D. Eibar        | Anoeta          | 28 de febrero | 19:30 | 20.335 | Undiano Mallenco    | 11 | 0 |
| Valencia C. F.      | 1 – 0 | C. D. Leganés      | Mestalla        | 28 de febrero | 21:30 | 26.711 | Vicandi Garrido     | 7  | 0 |
| Málaga C. F.        | 1 – 2 | Real Betis         | La Rosaleda     | 28 de febrero | 21:30 | 24 285 | Hernández Hernández | 8  | 0 |
| F. C. Barcelona     | 6 – 1 | Sporting de Gijón  | Camp Nou        | 1 de marzo    | 19:30 | 56 605 | Sánchez Martínez    | 4  | 0 |
| C. A. Osasuna       | 1 – 4 | Villarreal C. F.   | El Sadar        | 1 de marzo    | 19:30 | 13.409 | González González   | 6  | 0 |
| Granada C. F.       | 2 – 1 | Deportivo Alavés   | Los Cármenes    | 1 de marzo    | 21:30 | 14.038 | Iglesias Villanueva | 13 | 1 |
| Real Madrid C. F.   | 3 – 3 | U. D. Las Palmas   | Bernabéu        | 1 de marzo    | 21:30 | 63.789 | Fernández Borbalán  | 7  | 1 |
| R. C. Celta de Vigo | 2 – 2 | R. C. D. Espanyol  | Balaídos        | 1 de marzo    | 21:30 | 11.526 | Jaime Latre         | 6  | 0 |
| Deportivo La Coruña | 1 – 1 | Atlético de Madrid | Riazor          | 2 de marzo    | 20:45 | 20.138 | Clos Gómez          | 4  | 0 |
| Sevilla F. C.       | 1 – 0 | Athletic Club      | Sánchez-Pizjuán | 2 de marzo    | 21:30 | 34.156 | Ocón Arráiz         | 8  | 0 |

| Real Betis         | 2 – 3 | Real Sociedad       | Villamarín       | 3 de marzo | 20:45 | 24.043 | Iglesias Villanueva  | 6 | 0 |
| C. D. Leganés      | 1 – 0 | Granada C. F.       | Butarque         | 4 de marzo | 13:00 | 8911   | Martínez Munuera     | 5 | 0 |
| S. D. Eibar        | 1 – 4 | Real Madrid C. F.   | Ipurúa           | 4 de marzo | 16:15 | 6694   | González González    | 2 | 0 |
| Villarreal C. F.   | 2 – 0 | R. C. D. Espanyol   | La Cerámica      | 4 de marzo | 18:30 | 16.835 | De Burgos Bengoetxea | 4 | 0 |
| F. C. Barcelona    | 5 – 0 | R. C. Celta de Vigo | Camp Nou         | 4 de marzo | 20:45 | 75.282 | Gil Manzano          | 4 | 0 |
| Sporting de Gijón  | 0 – 1 | Deportivo La Coruña | El Molinón       | 5 de marzo | 12:00 | 23.586 | Mateu Lahoz          | 9 | 0 |
| Atlético de Madrid | 3 – 0 | Valencia C. F.      | Vicente Calderón | 5 de marzo | 16:15 | 46.439 | Estrada Fernández    | 3 | 0 |
| U. D. Las Palmas   | 5 – 2 | C. A. Osasuna       | Gran Canaria     | 5 de marzo | 18:30 | 19.866 | Del Cerro Grande     | 8 | 0 |
| Athletic Club      | 1 – 0 | Málaga C. F.        | San Mamés        | 5 de marzo | 20:45 | 33.625 | Álvarez Izquierdo    | 8 | 0 |
| Deportivo Alavés   | 1 – 1 | Sevilla F. C.       | Mendizorroza     | 6 de marzo | 20:45 | 14.448 | Trujillo Suárez      | 7 | 0 |

| R. C. D. Espanyol   | 4 – 3 | U. D. Las Palmas   | RCDE Stadium    | 10 de marzo | 20:45 | 17.669 | Munuera Montero     | 6 | 0 |
| Valencia C. F.      | 1 – 1 | Sporting de Gijón  | Mestalla        | 11 de marzo | 13:00 | 28.785 | Álvarez Izquierdo   | 8 | 0 |
| Sevilla F. C.       | 1 – 1 | C. D. Leganés      | Sánchez-Pizjuán | 11 de marzo | 16:15 | 31.738 | González González   | 5 | 0 |
| Málaga C. F.        | 1 – 2 | Deportivo Alavés   | La Rosaleda     | 11 de marzo | 18:30 | 23.716 | Undiano Mallenco    | 5 | 0 |
| Granada C. F.       | 0 – 1 | Atlético de Madrid | Los Cármenes    | 11 de marzo | 20:45 | 18.887 | Hernández Hernández | 8 | 0 |
| Real Sociedad       | 0 – 2 | Athletic Club      | Anoeta          | 12 de marzo | 12:00 | 25.652 | Sánchez Martínez    | 9 | 0 |
| Deportivo La Coruña | 2 – 1 | F. C. Barcelona    | Riazor          | 12 de marzo | 16:15 | 28.412 | Fernández Borbalán  | 2 | 0 |
| R. C. Celta de Vigo | 0 – 1 | Villarreal C. F.   | Balaídos        | 12 de marzo | 18:30 | 16.651 | Melero López        | 9 | 0 |
| Real Madrid C. F.   | 2 – 1 | Real Betis         | Bernabéu        | 12 de marzo | 20:45 | 73.103 | Mateu Lahoz         | 3 | 0 |
| C. A. Osasuna       | 1 – 1 | S. D. Eibar        | El Sadar        | 13 de marzo | 20:45 | 11.332 | Jaime Latre         | 8 | 0 |

| U. D. Las Palmas    | 1 – 0 | Villarreal C. F.    | Gran Canaria     | 17 de marzo | 20:45 | 18.717 | Vicandi Garrido     | 5 | 1 |
| S. D. Eibar         | 1 – 1 | R. C. D. Espanyol   | Ipurúa           | 18 de marzo | 13:00 | 5340   | Fernández Borbalán  | 6 | 0 |
| Athletic Club       | 1 – 2 | Real Madrid C. F.   | San Mamés        | 18 de marzo | 16:15 | 49.095 | Jaime Latre         | 5 | 0 |
| Deportivo Alavés    | 1 – 0 | Real Sociedad       | Mendizorroza     | 18 de marzo | 18:30 | 19.840 | Del Cerro Grande    | 8 | 0 |
| Real Betis          | 2 – 0 | C. A. Osasuna       | Villamarín       | 18 de marzo | 20:45 | 32.375 | Álvarez Izquierdo   | 3 | 0 |
| C. D. Leganés       | 0 – 0 | Málaga C. F.        | Butarque         | 19 de marzo | 12:00 | 10.127 | Mateu Lahoz         | 6 | 0 |
| Atlético de Madrid  | 3 – 1 | Sevilla F. C.       | Vicente Calderón | 19 de marzo | 16:15 | 49.831 | Gil Manzano         | 7 | 0 |
| Sporting de Gijón   | 3 – 1 | Granada C. F.       | El Molinón       | 19 de marzo | 18:30 | 24.129 | Estrada Fernández   | 6 | 0 |
| Deportivo La Coruña | 0 – 1 | R. C. Celta de Vigo | Riazor           | 19 de marzo | 18:30 | 30.810 | Martínez Munuera    | 8 | 0 |
| F. C. Barcelona     | 4 – 2 | Valencia C. F.      | Camp Nou         | 19 de marzo | 20:45 | 77.058 | Hernández Hernández | 7 | 1 |

| R. C. D. Espanyol   | 2 – 1 | Real Betis          | RCDE Stadium    | 31 de marzo | 20:45 | 21.138 | González González    | 5 | 0 |
| Villarreal C. F.    | 2 – 3 | S. D. Eibar         | La Cerámica     | 1 de abril  | 13:00 | 15.832 | Ocón Arráiz          | 7 | 0 |
| C. A. Osasuna       | 1 – 2 | Athletic Club       | El Sadar        | 1 de abril  | 16:15 | 15.694 | Munuera Montero      | 6 | 0 |
| Real Sociedad       | 1 – 1 | C. D. Leganés       | Anoeta          | 1 de abril  | 18:30 | 18.891 | Melero López         | 5 | 0 |
| Málaga C. F.        | 0 – 2 | Atlético de Madrid  | La Rosaleda     | 1 de abril  | 20:45 | 26.912 | Trujillo Suárez      | 4 | 0 |
| Sevilla F. C.       | 0 – 0 | Sporting de Gijón   | Sánchez-Pizjuán | 2 de abril  | 12:00 | 31.315 | Vicandi Garrido      | 7 | 0 |
| Real Madrid C. F.   | 3 – 0 | Deportivo Alavés    | Bernabéu        | 2 de abril  | 16:15 | 76.875 | Sánchez Martínez     | 2 | 0 |
| Valencia C. F.      | 3 – 0 | Deportivo La Coruña | Mestalla        | 2 de abril  | 18:30 | 34.638 | De Burgos Bengoetxea | 4 | 0 |
| Granada C. F.       | 1 – 4 | F. C. Barcelona     | Los Cármenes    | 2 de abril  | 20:45 | 18.676 | Jaime Latre          | 6 | 0 |
| R. C. Celta de Vigo | 3 – 1 | U. D. Las Palmas    | Balaídos        | 3 de abril  | 20:45 | 14.212 | Clos Gómez           | 6 | 0 |

| Athletic Club       | 2 – 0 | R. C. D. Espanyol   | San Mamés        | 4 de abril | 19:30 | 38.262 | Martínez Munuera    | 4 | 0 |
| Real Betis          | 0 – 1 | Villarreal C. F.    | Villamarín       | 4 de abril | 21:30 | 25.477 | Gil Manzano         | 4 | 0 |
| Atlético de Madrid  | 1 – 0 | Real Sociedad       | Vicente Calderón | 4 de abril | 21:30 | 43.132 | Undiano Mallenco    | 4 | 0 |
| F. C. Barcelona     | 3 – 0 | Sevilla F. C.       | Camp Nou         | 5 de abril | 19:30 | 83.980 | Clos Gómez          | 6 | 0 |
| Deportivo Alavés    | 0 – 1 | C. A. Osasuna       | Mendizorroza     | 5 de abril | 20:30 | 14.034 | Estrada Fernández   | 6 | 0 |
| Sporting de Gijón   | 0 – 1 | Málaga C. F.        | El Molinón       | 5 de abril | 20:30 | 23.729 | Sánchez Martínez    | 7 | 0 |
| Deportivo La Coruña | 0 – 0 | Granada C. F.       | Riazor           | 5 de abril | 20:30 | 19.303 | Del Cerro Grande    | 5 | 0 |
| C. D. Leganés       | 2 – 4 | Real Madrid C. F.   | Butarque         | 5 de abril | 21:30 | 10.599 | Álvarez Izquierdo   | 3 | 0 |
| S. D. Eibar         | 3 – 1 | U. D. Las Palmas    | Ipurúa           | 6 de abril | 19:30 | 5204   | Iglesias Villanueva | 7 | 0 |
| Valencia C. F.      | 3 – 2 | R. C. Celta de Vigo | Mestalla         | 6 de abril | 21:30 | 29.307 | Fernández Borbalán  | 2 | 0 |

| Villarreal C. F.    | 3 – 1 | Athletic Club       | La Cerámica     | 7 de abril  | 20:45 | 18.403 | Trujillo Suárez      | 9 | 1 |
| R. C. D. Espanyol   | 1 – 0 | Deportivo Alavés    | RCDE Stadium    | 8 de abril  | 13:00 | 17.521 | Melero López         | 6 | 0 |
| Real Madrid C. F.   | 1 – 1 | Atlético de Madrid  | Bernabéu        | 8 de abril  | 16:15 | 77.344 | De Burgos Bengoetxea | 5 | 0 |
| Sevilla F. C.       | 4 – 2 | Deportivo La Coruña | Sánchez-Pizjuán | 8 de abril  | 18:30 | 33.022 | Jaime Latre          | 6 | 0 |
| Málaga C. F.        | 2 – 0 | F. C. Barcelona     | La Rosaleda     | 8 de abril  | 20:45 | 28.314 | Gil Manzano          | 9 | 0 |
| Granada C. F.       | 1 – 3 | Valencia C. F.      | Los Cármenes    | 9 de abril  | 12:00 | 15.087 | Vicandi Garrido      | 4 | 0 |
| R. C. Celta de Vigo | 0 – 2 | S. D. Eibar         | Balaídos        | 9 de abril  | 16:15 | 15.741 | Munuera Montero      | 4 | 0 |
| C. A. Osasuna       | 2 – 1 | C. D. Leganés       | El Sadar        | 9 de abril  | 18:30 | 14.421 | Ocón Arráiz          | 7 | 0 |
| U. D. Las Palmas    | 4 – 1 | Real Betis          | Gran Canaria    | 9 de abril  | 20:45 | 19.678 | Sánchez Martínez     | 7 | 0 |
| Real Sociedad       | 3 – 1 | Sporting de Gijón   | Anoeta          | 10 de abril | 20:45 | 18.894 | González González    | 6 | 0 |

| Athletic Club       | 5 – 1 | U. D. Las Palmas    | San Mamés        | 14 de abril | 20:45 | 36.293 | Estrada Fernández  | 3 | 0 |
| Deportivo La Coruña | 2 – 0 | Málaga C. F.        | Riazor           | 15 de abril | 13:00 | 20.300 | Undiano Mallenco   | 7 | 0 |
| Sporting de Gijón   | 2 – 3 | Real Madrid C. F.   | El Molinón       | 15 de abril | 16:15 | 23.745 | Fernández Borbalán | 6 | 0 |
| Atlético de Madrid  | 3 – 0 | C. A. Osasuna       | Vicente Calderón | 15 de abril | 18:30 | 44.113 | Melero López       | 6 | 0 |
| F. C. Barcelona     | 3 – 2 | Real Sociedad       | Camp Nou         | 15 de abril | 20:45 | 81.704 | Martínez Munuera   | 5 | 0 |
| C. D. Leganés       | 0 – 1 | R. C. D. Espanyol   | Butarque         | 16 de abril | 12:00 | 9127   | Clos Gómez         | 2 | 0 |
| Valencia C. F.      | 0 – 0 | Sevilla F. C.       | Mestalla         | 16 de abril | 16:15 | 36.809 | González González  | 5 | 0 |
| Real Betis          | 2 – 0 | S. D. Eibar         | Villamarín       | 16 de abril | 18:30 | 28.881 | Mateu Lahoz        | 8 | 0 |
| Granada C. F.       | 0 – 3 | R. C. Celta de Vigo | Los Cármenes     | 16 de abril | 20:45 | 13.506 | Sánchez Martínez   | 7 | 0 |
| Deportivo Alavés    | 2 – 1 | Villarreal C. F.    | Mendizorroza     | 17 de abril | 20:45 | 12.628 | Álvarez Izquierdo  | 6 | 0 |

| Sevilla F. C.       | 2 – 0 | Granada C. F.       | Sánchez-Pizjuán | 21 de abril | 21:00 | 31.074 | Trujillo Suárez      | 3 | 0 |
| Málaga C. F.        | 2 – 0 | Valencia C. F.      | La Rosaleda     | 22 de abril | 13:00 | 23.089 | Iglesias Villanueva  | 6 | 0 |
| Villarreal C. F.    | 2 – 1 | C. D. Leganés       | La Cerámica     | 22 de abril | 16:15 | 16.829 | Jaime Latre          | 4 | 0 |
| C. A. Osasuna       | 2 – 2 | Sporting de Gijón   | El Sadar        | 22 de abril | 18:30 | 14.964 | Gil Manzano          | 7 | 0 |
| R. C. D. Espanyol   | 0 – 1 | Atlético de Madrid  | RCDE Stadium    | 22 de abril | 20:45 | 27.777 | Vicandi Garrido      | 5 | 0 |
| Real Sociedad       | 1 – 0 | Deportivo La Coruña | Anoeta          | 23 de abril | 12:00 | 19.925 | Ocón Arráiz          | 4 | 0 |
| R. C. Celta de Vigo | 0 – 1 | Real Betis          | Balaídos        | 23 de abril | 16:15 | 15.851 | De Burgos Bengoetxea | 8 | 0 |
| U. D. Las Palmas    | 1 – 1 | Deportivo Alavés    | Gran Canaria    | 23 de abril | 18:30 | 16.007 | Munuera Montero      | 5 | 1 |
| Real Madrid C. F.   | 2 – 3 | F. C. Barcelona     | Bernabéu        | 23 de abril | 20:45 | 81.044 | Hernández Hernández  | 5 | 1 |
| S. D. Eibar         | 0 – 1 | Athletic Club       | Ipurúa          | 24 de abril | 20:45 | 6597   | Del Cerro Grande     | 6 | 1 |

| Sporting de Gijón   | 1 – 1 | R. C. D. Espanyol   | El Molinón       | 25 de abril | 19:30 | 20.956 | Melero López        | 3 | 0 |
| Granada C. F.       | 0 – 2 | Málaga C. F.        | Los Cármenes     | 25 de abril | 20:30 | 11.894 | Clos Gómez          | 5 | 0 |
| Atlético de Madrid  | 0 – 1 | Villarreal C. F.    | Vicente Calderón | 25 de abril | 21:30 | 44.432 | Iglesias Villanueva | 8 | 0 |
| F. C. Barcelona     | 7 – 1 | C. A. Osasuna       | Camp Nou         | 26 de abril | 19:30 | 63.989 | Munuera Montero     | 0 | 0 |
| C. D. Leganés       | 3 – 0 | U. D. Las Palmas    | Butarque         | 26 de abril | 20:30 | 9756   | Vicandi Garrido     | 1 | 0 |
| Valencia C. F.      | 2 – 3 | Real Sociedad       | Mestalla         | 26 de abril | 20:30 | 26.101 | Del Cerro Grande    | 7 | 0 |
| Deportivo La Coruña | 2 – 6 | Real Madrid C. F.   | Riazor           | 26 de abril | 21:30 | 26.735 | Sánchez Martínez    | 4 | 0 |
| Deportivo Alavés    | 0 – 0 | S. D. Eibar         | Mendizorroza     | 27 de abril | 19:30 | 18.277 | Trujillo Suárez     | 6 | 1 |
| Sevilla F. C.       | 2 – 1 | R. C. Celta de Vigo | Sánchez-Pizjuán  | 27 de abril | 20:30 | 25.995 | Gil Manzano         | 5 | 0 |
| Athletic Club       | 2 – 1 | Real Betis          | San Mamés        | 27 de abril | 21:30 | 34.074 | González González   | 4 | 0 |

| Villarreal C. F.    | 3 – 1 | Sporting de Gijón   | La Cerámica  | 28 de abril | 20:45 | 15.120 | Estrada Fernández    | 3 | 0 |
| Real Sociedad       | 2 – 1 | Granada C. F.       | Anoeta       | 29 de abril | 13:00 | 18.003 | Mateu Lahoz          | 3 | 0 |
| Real Madrid C. F.   | 2 – 1 | Valencia C. F.      | Bernabéu     | 29 de abril | 16:15 | 75.180 | Gil Manzano          | 7 | 0 |
| U. D. Las Palmas    | 0 – 5 | Atlético de Madrid  | Gran Canaria | 29 de abril | 18:30 | 23.570 | De Burgos Bengoetxea | 8 | 0 |
| R. C. D. Espanyol   | 0 – 3 | F. C. Barcelona     | RCDE Stadium | 29 de abril | 20:45 | 31.708 | Undiano Mallenco     | 3 | 0 |
| C. A. Osasuna       | 2 – 2 | Deportivo La Coruña | El Sadar     | 30 de abril | 12:00 | 12.294 | Hernández Hernández  | 5 | 0 |
| Real Betis          | 1 – 4 | Deportivo Alavés    | Villamarín   | 30 de abril | 16:15 | 22.271 | Ocón Arráiz          | 6 | 0 |
| S. D. Eibar         | 2 – 0 | C. D. Leganés       | Ipurúa       | 30 de abril | 18:30 | 5256   | Álvarez Izquierdo    | 3 | 0 |
| R. C. Celta de Vigo | 0 – 3 | Athletic Club       | Balaídos     | 30 de abril | 20:45 | 17.320 | Fernández Borbalán   | 2 | 0 |
| Málaga C. F.        | 4 – 2 | Sevilla F. C.       | La Rosaleda  | 1 de mayo   | 21:00 | 22.971 | Martínez Munuera     | 8 | 0 |

| Sevilla F. C.       | 1 – 1 | Real Sociedad       | Sánchez-Pizjuán  | 5 de mayo | 21:00 | 28.607 | González González   | 9 | 0 |
| Sporting de Gijón   | 1 – 0 | U. D. Las Palmas    | El Molinón       | 6 de mayo | 13:00 | 21.758 | Jaime Latre         | 7 | 0 |
| Atlético de Madrid  | 1 – 0 | S. D. Eibar         | Vicente Calderón | 6 de mayo | 16:15 | 46.748 | Fernández Borbalán  | 8 | 0 |
| F. C. Barcelona     | 4 – 1 | Villarreal C. F.    | Camp Nou         | 6 de mayo | 18:30 | 90.463 | Sánchez Martínez    | 6 | 0 |
| Granada C. F.       | 0 – 4 | Real Madrid C. F.   | Los Cármenes     | 6 de mayo | 20:45 | 19.094 | Iglesias Villanueva | 1 | 0 |
| Deportivo Alavés    | 1 – 0 | Athletic Club       | Mendizorroza     | 7 de mayo | 12:00 | 19.127 | Martínez Munuera    | 5 | 0 |
| Valencia C. F.      | 4 – 1 | C. A. Osasuna       | Mestalla         | 7 de mayo | 16:15 | 24.752 | Clos Gómez          | 5 | 0 |
| Deportivo La Coruña | 1 – 2 | R. C. D. Espanyol   | Riazor           | 7 de mayo | 18:30 | 22.803 | Mateu Lahoz         | 3 | 0 |
| Málaga C. F.        | 3 – 0 | R. C. Celta de Vigo | La Rosaleda      | 7 de mayo | 20:45 | 20.552 | Del Cerro Grande    | 6 | 0 |
| C. D. Leganés       | 4 – 0 | Real Betis          | Butarque         | 8 de mayo | 20:45 | 9443   | Trujillo Suárez     | 3 | 0 |

| R. C. D. Espanyol | 0 – 1 | Valencia C. F.      | RCDE Stadium | 13 de mayo | 16:00 | 20.111 | Ocón Arráiz        | 4  | 0 |
| C. A. Osasuna     | 2 – 1 | Granada C. F.       | El Sadar     | 13 de mayo | 18:30 | 13.301 | Vicandi Garrido    | 4  | 0 |
| Deportivo Alavés  | 3 – 1 | R. C. Celta de Vigo | Mendizorroza | 14 de mayo | 16:00 | 17.624 | Munuera Montero    | 4  | 0 |
| Real Sociedad     | 2 – 2 | Málaga C. F.        | Anoeta       | 14 de mayo | 20:00 | 25.026 | Jaime Latre        | 3  | 0 |
| Real Madrid C. F. | 4 – 1 | Sevilla F. C.       | Bernabéu     | 14 de mayo | 20:00 | 79.356 | Undiano Mallenco   | 6  | 0 |
| Villarreal C. F.  | 0 – 0 | Deportivo La Coruña | La Cerámica  | 14 de mayo | 20:00 | 16.437 | Gil Manzano        | 6  | 0 |
| U. D. Las Palmas  | 1 – 4 | F. C. Barcelona     | Gran Canaria | 14 de mayo | 20:00 | 22.268 | González González  | 1  | 0 |
| S. D. Eibar       | 0 – 1 | Sporting de Gijón   | Ipurúa       | 14 de mayo | 20:00 | 5577   | Martínez Munuera   | 4  | 0 |
| Real Betis        | 1 – 1 | Atlético de Madrid  | Villamarín   | 14 de mayo | 20:00 | 27.159 | Álvarez Izquierdo  | 8  | 0 |
| Athletic Club     | 1 – 1 | C. D. Leganés       | San Mamés    | 14 de mayo | 20:00 | 42.049 | Fernández Borbalán | 10 | 0 |

| Granada C. F.       | 1 – 2 | R. C. D. Espanyol     | Los Cármenes     | 19 de mayo | 20:45 | 10.503 | Clos Gómez           | 3 | 0 |
| Sporting de Gijón   | 2 – 2 | Real Betis            | El Molinón       | 20 de mayo | 17:00 | 16.201 | Iglesias Villanueva  | 2 | 0 |
| Deportivo La Coruña | 3 – 0 | U. D. Las Palmas      | Riazor           | 20 de mayo | 19:00 | 21.764 | Melero López         | 8 | 0 |
| C. D. Leganés       | 1 – 1 | Deportivo Alavés      | Butarque         | 20 de mayo | 19:00 | 10.922 | González González    | 1 | 0 |
| Sevilla F. C.       | 5 – 0 | C. A. Osasuna         | Sánchez-Pizjuán  | 20 de mayo | 21:00 | 26.396 | Del Cerro Grande     | 4 | 0 |
| R. C. Celta de Vigo | 2 – 2 | Real Sociedad         | Balaídos         | 21 de mayo | 16:45 | 14.188 | Sánchez Martínez     | 3 | 0 |
| Valencia C. F.      | 1 – 3 | Villarreal C. F.      | Mestalla         | 21 de mayo | 16:45 | 33.587 | Fernández Borbalán   | 4 | 0 |
| Atlético de Madrid  | 3 – 1 | Athletic Club         | Vicente Calderón | 21 de mayo | 16:45 | 52.314 | Estrada Fernández    | 2 | 0 |
| Málaga C. F.        | 0 – 2 | Real Madrid C. F. (C) | La Rosaleda      | 21 de mayo | 20:00 | 27.855 | De Burgos Bengoetxea | 2 | 0 |
| F. C. Barcelona     | 4 – 2 | S. D. Eibar           | Camp Nou         | 21 de mayo | 20:00 | 74.932 | Hernández Hernández  | 5 | 0 |

#### Tabla de resultados cruzados
| Local \ Visitante         | ALV | ATH | ATM | BAR | BET | CEL | DEP | EIB | ESP | GRA | LAS | LEG | MAL | OSA | RMA | RSO | SEV | SPO | VAL | VIL |
| ------------------------- | --- | --- | --- | --- | --- | --- | --- | --- | --- | --- | --- | --- | --- | --- | --- | --- | --- | --- | --- | --- |
| Deportivo Alavés          | —   | 1–0 | 0–0 | 0–6 | 1–0 | 3–1 | 0–0 | 0–0 | 0–1 | 3–1 | 1–1 | 2–2 | 1–1 | 0–1 | 1–4 | 1–0 | 1–1 | 0–0 | 2–1 | 2–1 |
| Athletic Club             | 0–0 | —   | 2–2 | 0–1 | 2–1 | 2–1 | 2–1 | 3–1 | 2–0 | 3–1 | 5–1 | 1–1 | 1–0 | 1–1 | 1–2 | 3–2 | 3–1 | 2–1 | 2–1 | 1–0 |
| Atlético de Madrid        | 1–1 | 3–1 | —   | 1–2 | 1–0 | 3–2 | 1–0 | 1–0 | 0–0 | 7–1 | 1–0 | 2–0 | 4–2 | 3–0 | 0–3 | 1–0 | 3–1 | 5–0 | 3–0 | 0–1 |
| F. C. Barcelona           | 1–2 | 3–0 | 1–1 | —   | 6–2 | 5–0 | 4–0 | 4–2 | 4–1 | 1–0 | 5–0 | 2–1 | 0–0 | 7–1 | 1–1 | 3–2 | 3–0 | 6–1 | 4–2 | 4–1 |
| Real Betis                | 1–4 | 1–0 | 1–1 | 1–1 | —   | 3–3 | 0–0 | 2–0 | 0–1 | 2–2 | 2–0 | 2–0 | 1–0 | 2–0 | 1–6 | 2–3 | 1–2 | 0–0 | 0–0 | 0–1 |
| R. C. Celta de Vigo       | 1–0 | 0–3 | 0–4 | 4–3 | 0–1 | —   | 4–1 | 0–2 | 2–2 | 3–1 | 3–1 | 0–1 | 3–1 | 3–0 | 1–4 | 2–2 | 0–3 | 2–1 | 2–1 | 0–1 |
| R. C. Deportivo La Coruña | 0–1 | 0–1 | 1–1 | 2–1 | 1–1 | 0–1 | —   | 2–1 | 1–2 | 0–0 | 3–0 | 1–2 | 2–0 | 2–0 | 2–6 | 5–1 | 2–3 | 2–1 | 1–1 | 0–0 |
| S. D. Eibar               | 0–0 | 0–1 | 0–2 | 0–4 | 3–1 | 1–0 | 3–1 | —   | 1–1 | 4–0 | 3–1 | 2–0 | 3–0 | 2–3 | 1–4 | 2–0 | 1–1 | 0–1 | 1–0 | 2–1 |
| R. C. D. Espanyol         | 1–0 | 0–0 | 0–1 | 0–3 | 2–1 | 0–2 | 1–1 | 3–3 | —   | 3–1 | 4–3 | 3–0 | 2–2 | 3–0 | 0–2 | 1–2 | 3–1 | 2–1 | 0–1 | 0–0 |
| Granada C. F.             | 2–1 | 1–2 | 0–1 | 1–4 | 4–1 | 0–3 | 1–1 | 1–2 | 1–2 | —   | 1–0 | 0–1 | 0–2 | 1–1 | 0–4 | 0–2 | 2–1 | 0–0 | 1–3 | 1–1 |
| U. D. Las Palmas          | 1–1 | 3–1 | 0–5 | 1–4 | 4–1 | 3–3 | 1–1 | 1–0 | 0–0 | 5–1 | —   | 1–1 | 1–0 | 5–2 | 2–2 | 0–1 | 0–1 | 1–0 | 3–1 | 1–0 |
| C. D. Leganés             | 1–1 | 0–0 | 0–0 | 1–5 | 4–0 | 0–2 | 4–0 | 1–1 | 0–1 | 1–0 | 3–0 | —   | 0–0 | 2–0 | 2–4 | 0–2 | 2–3 | 0–2 | 1–2 | 0–0 |
| Málaga C. F.              | 1–2 | 2–1 | 0–2 | 2–0 | 1–2 | 3–0 | 4–3 | 2–1 | 0–1 | 1–1 | 2–1 | 4–0 | —   | 1–1 | 0–2 | 0–2 | 4–2 | 3–2 | 2–0 | 0–2 |
| C. A. Osasuna             | 0–1 | 1–2 | 0–3 | 0–3 | 1–2 | 0–0 | 2–2 | 1–1 | 1–2 | 2–1 | 2–2 | 2–1 | 1–1 | —   | 1–3 | 0–2 | 3–4 | 2–2 | 3–3 | 1–4 |
| Real Madrid C. F.         | 3–0 | 2–1 | 1–1 | 2–3 | 2–1 | 2–1 | 3–2 | 1–1 | 2–0 | 5–0 | 3–3 | 3–0 | 2–1 | 5–2 | —   | 3–0 | 4–1 | 2–1 | 2–1 | 1–1 |
| Real Sociedad             | 3–0 | 0–2 | 2–0 | 1–1 | 1–0 | 1–0 | 1–0 | 2–2 | 1–1 | 2–1 | 4–1 | 1–1 | 2–2 | 3–2 | 0–3 | —   | 0–4 | 3–1 | 3–2 | 0–1 |
| Sevilla F. C.             | 2–1 | 1–0 | 1–0 | 1–2 | 1–0 | 2–1 | 4–2 | 2–0 | 6–4 | 2–0 | 2–1 | 1–1 | 4–1 | 5–0 | 2–1 | 1–1 | —   | 0–0 | 2–1 | 0–0 |
| Sporting de Gijón         | 2–4 | 2–1 | 1–4 | 0–5 | 2–2 | 1–1 | 0–1 | 2–3 | 1–1 | 3–1 | 1–0 | 2–1 | 0–1 | 3–1 | 2–3 | 1–3 | 1–1 | —   | 1–2 | 1–3 |
| Valencia C. F.            | 2–1 | 2–0 | 0–2 | 2–3 | 2–3 | 3–2 | 3–0 | 0–4 | 2–1 | 1–1 | 2–4 | 1–0 | 2–2 | 4–1 | 2–1 | 2–3 | 0–0 | 1–1 | —   | 1–3 |
| Villarreal C. F.          | 0–2 | 3–1 | 3–0 | 1–1 | 2–0 | 5–0 | 0–0 | 2–3 | 2–0 | 2–0 | 2–1 | 2–1 | 1–1 | 3–1 | 2–3 | 2–1 | 0–0 | 3–1 | 0–2 | —   |

## Estadísticas

### Tabla histórica de goleadores
Nota: Nombres y banderas de equipos en la época.
| \| Pos. \| Jugador \| G. \| Part. \| Prom. \| G/T \| \| Club \| \| ---- \| ----------------- \| -- \| ----- \| ----- \| ---- \| \| ---------------------------- \| \| 1 \| Lionel Messi \| 37 \| 34 \| 1.09 \| 3.54 \| \| Fútbol Club Barcelona \| \| 2 \| Luis Suárez \| 29 \| 35 \| 0.83 \| 3.41 \| \| Fútbol Club Barcelona \| \| 3 \| Cristiano Ronaldo \| 25 \| 29 \| 0.86 \| 5.12 \| \| Real Madrid Club de Fútbol \| \| 4 \| Iago Aspas \| 19 \| 32 \| 0.59 \| 3.42 \| \| Real Club Celta de Vigo \| \| 5 \| Aritz Aduriz \| 16 \| 32 \| 0.50 \| 4.94 \| \| Athletic Club \| \| = \| Antoine Griezmann \| 16 \| 36 \| 0.44 \| 4.31 \| \| Club Atlético de Madrid \| \| 7 \| Álvaro Morata \| 15 \| 26 \| 0.58 \| 3.60 \| \| Real Madrid Club de Fútbol \| \| 8 \| Sandro Ramírez \| 14 \| 30 \| 0.47 \| 6.29 \| \| Málaga Club de Fútbol \| \| 9 \| Neymar \| 13 \| 30 \| 0.43 \| 8.08 \| \| Fútbol Club Barcelona \| \| = \| Rubén Castro \| 13 \| 35 \| 0.37 \| 8.15 \| \| Real Betis \| \| = \| Gerard Moreno \| 13 \| 37 \| 0.35 \| 5.38 \| \| Real Club Deportivo Espanyol \| Datos actualizados a fin de competición y según la página oficial de la competición y UEFA.es. |                   |    |       |       |      |  |                              |
| Pos. | Jugador           | G. | Part. | Prom. | G/T  |  | Club                         |
| 1 | Lionel Messi      | 37 | 34    | 1.09  | 3.54 |  | Fútbol Club Barcelona        |
| 2 | Luis Suárez       | 29 | 35    | 0.83  | 3.41 |  | Fútbol Club Barcelona        |
| 3 | Cristiano Ronaldo | 25 | 29    | 0.86  | 5.12 |  | Real Madrid Club de Fútbol   |
| 4 | Iago Aspas        | 19 | 32    | 0.59  | 3.42 |  | Real Club Celta de Vigo      |
| 5 | Aritz Aduriz      | 16 | 32    | 0.50  | 4.94 |  | Athletic Club                |
| = | Antoine Griezmann | 16 | 36    | 0.44  | 4.31 |  | Club Atlético de Madrid      |
| 7 | Álvaro Morata     | 15 | 26    | 0.58  | 3.60 |  | Real Madrid Club de Fútbol   |
| 8 | Sandro Ramírez    | 14 | 30    | 0.47  | 6.29 |  | Málaga Club de Fútbol        |
| 9 | Neymar            | 13 | 30    | 0.43  | 8.08 |  | Fútbol Club Barcelona        |
| = | Rubén Castro      | 13 | 35    | 0.37  | 8.15 |  | Real Betis                   |
| = | Gerard Moreno     | 13 | 37    | 0.35  | 5.38 |  | Real Club Deportivo Espanyol |

### Asistencias de gol
Nota: Nombres y banderas de equipos en la época.
| \| Pos. \| Jugador \| Asist. \| Part. \| Prom. \| \| Club \| \| ---- \| --------------- \| ------ \| ----- \| ----- \| \| ----------------- \| \| 1 \| Luis Suárez \| 15 \| 35 \| 0.42 \| \| F. C. Barcelona \| \| 2 \| Neymar da Silva \| 14 \| 30 \| 0.46 \| \| F. C. Barcelona \| \| 3 \| Toni Kroos \| 12 \| 30 \| 0.4 \| \| Real Madrid C. F. \| \| = \| Lionel Messi \| 12 \| 34 \| 0.35 \| \| F. C. Barcelona \| \| 5 \| Pablo Piatti \| 11 \| 30 \| 0.36 \| \| R. C. D. Espanyol \| \| 6 \| Marcelo \| 10 \| 30 \| 0.33 \| \| Real Madrid C. F. \| \| = \| Dani Parejo \| 10 \| 36 \| 0.27 \| \| Valencia C. F. \| \| 8 \| Lucas Vázquez \| 9 \| 33 \| 0.27 \| \| Real Madrid C. F. \| \| = \| Pablo Sarabia \| 9 \| 34 \| 0.26 \| \| Sevilla F. C. \| \| 10 \| Nani \| 8 \| 25 \| 0.32 \| \| Valencia C. F. \| \| = \| Álex Berenguer \| 8 \| 29 \| 0.27 \| \| C. A. Osasuna \| Datos actualizados a fin de competición y según la página oficial de la competición. |                 |        |       |       |  |                   |
| Pos. | Jugador         | Asist. | Part. | Prom. |  | Club              |
| 1 | Luis Suárez     | 15     | 35    | 0.42  |  | F. C. Barcelona   |
| 2 | Neymar da Silva | 14     | 30    | 0.46  |  | F. C. Barcelona   |
| 3 | Toni Kroos      | 12     | 30    | 0.4   |  | Real Madrid C. F. |
| = | Lionel Messi    | 12     | 34    | 0.35  |  | F. C. Barcelona   |
| 5 | Pablo Piatti    | 11     | 30    | 0.36  |  | R. C. D. Espanyol |
| 6 | Marcelo         | 10     | 30    | 0.33  |  | Real Madrid C. F. |
| = | Dani Parejo     | 10     | 36    | 0.27  |  | Valencia C. F.    |
| 8 | Lucas Vázquez   | 9      | 33    | 0.27  |  | Real Madrid C. F. |
| = | Pablo Sarabia   | 9      | 34    | 0.26  |  | Sevilla F. C.     |
| 10 | Nani            | 8      | 25    | 0.32  |  | Valencia C. F.    |
| = | Álex Berenguer  | 8      | 29    | 0.27  |  | C. A. Osasuna     |

### Jugadores con mayor número de amonestaciones
- Datos según .

| 1.º                                           | Fernando Amorebieta  | Sporting de Gijón | 17 | 0 |
| 2.º                                           | Enzo Pérez           | Valencia C. F.    | 14 | 1 |
| 2.º                                           | Uche                 | Granada C. F.     | 12 | 2 |
| 4.º                                           | Ignacio Camacho      | Málaga C. F.      | 15 | 0 |
| 5.º                                           | Jaume Costa          | Villarreal CF     | 12 | 1 |
| 5.º                                           | Roque Mesa           | U. D. Las Palmas  | 14 | 0 |
| 5.º                                           | Marko Livaja         | U. D. Las Palmas  | 12 | 1 |
| 5.º                                           | Kevin-Prince Boateng | U. D. Las Palmas  | 10 | 2 |
| 5.º                                           | Deyverson Silva      | Deportivo Alavés  | 14 | 0 |
| 5.º                                           | Theo Hernández       | Deportivo Alavés  | 12 | 1 |
| Última actualización: 22 de mayo 2017 (11:40) |                      |                   |    |   |

### Otros datos estadísticos
En el cuadro se detalla el resumen de goles, espectadores, amarillas y expulsiones por jornada y totales.
| \| Jornada \| Goles · \| Autogoles · \| Penaltis (transformados) · \| Amarillas · \| Expulsiones · \| Espectadores \| \| Jornada 1 \| 40 \| 0 \| 4 (3) – 75,00 % \| 47 \| 1 \| 298 007 \| \| Jornada 2 \| 17 \| 1 \| 1 (0) – 0,00 % \| 42 \| 0 \| 250 117 \| \| Jornada 3 \| 33 \| 0 \| 4 (2) – 50,00 % \| 43 \| 2 \| 327 703 \| \| Jornada 4 \| 26 \| 0 \| 4 (3) – 75,00 % \| 58 \| 2 \| 236 889 \| \| Jornada 5 \| 28 \| 1 \| 6 (6) – 100,00 % \| 47 \| 1 \| 322 090 \| \| Jornada 6 \| 30 \| 1 \| 5 (3) – 60,00 % \| 54 \| 2 \| 224 947 \| \| Jornada 7 \| 26 \| 1 \| 4 (2) – 50,00 % \| 58 \| 1 \| 285 370 \| \| Jornada 8 \| 44 \| 1 \| 0 (0) \| 50 \| 2 \| 318 043 \| \| Jornada 9 \| 33 \| 1 \| 4 (4) – 100,00 % \| 66 \| 1 \| 283 753 \| \| Jornada 10 \| 30 \| 0 \| 4 (3) – 75,00 % \| 66 \| 0 \| 315 292 \| \| Jornada 11 \| 22 \| 1 \| 5 (5) – 100,00 % \| 62 \| 0 \| 268 198 \| \| Jornada 12 \| 21 \| 0 \| 2 (1) – 50,00 % \| 45 \| 4 \| 299 399 \| \| Jornada 13 \| 35 \| 1 \| 6 (4) – 66,67 % \| 40 \| 1 \| 230 324 \| \| Jornada 14 \| 31 \| 1 \| 3 (2) – 66,67 % \| 59 \| 0 \| 320 815 \| \| Jornada 15 \| 27 \| 0 \| 4 (3) – 75,00 % \| 55 \| 0 \| 244 990 \| \| Jornada 16 \| 28 \| 0 \| 1 (1) – 100,00 % \| 47 \| 1 \| 313 595 \| \| Jornada 17 \| 28 \| 2 \| 1 (0) – 0,00 % \| 54 \| 0 \| 268 878 \| \| Jornada 18 \| 22 \| 1 \| 2 (2) – 100,00 % \| 49 \| 1 \| 300 728 \| \| Jornada 19 \| 31 \| 1 \| 0 (0) \| 46 \| 0 \| 263 419 \| \| Jornada 20 \| 26 \| 0 \| 5 (4) – 80,00 % \| 43 \| 1 \| 259 847 \| \| Jornada 21 \| 29 \| 0 \| 6 (4) – 66,67 % \| 59 \| 1 \| 310 757 \| \| Jornada 22 \| 30 \| 1 \| 3 (2) – 66,67 % \| 51 \| 2 \| 210 933 \| \| Jornada 23 \| 27 \| 0 \| 2 (2) – 100,00 % \| 48 \| 2 \| 323 704 \| \| Jornada 24 \| 31 \| 0 \| 4 (3) – 75,00 % \| 62 \| 3 \| 247 939 \| \| Jornada 25 \| 36 \| 1 \| 6 (5) – 83,33 % \| 74 \| 2 \| 284 992 \| \| Jornada 26 \| 32 \| 1 \| 2 (1) – 50,00 % \| 56 \| 0 \| 269 729 \| \| Jornada 27 \| 26 \| 0 \| 3 (2) – 66,67 % \| 63 \| 0 \| 275 945 \| \| Jornada 28 \| 24 \| 0 \| 2 (1) – 50,00 % \| 61 \| 2 \| 317 322 \| \| Jornada 29 \| 30 \| 1 \| 3 (2) – 66,67 % \| 52 \| 0 \| 274 183 \| \| Jornada 30 \| 24 \| 1 \| 4 (3) – 75,00 % \| 48 \| 0 \| 293 027 \| \| Jornada 31 \| 33 \| 0 \| 2 (2) – 100,00 % \| 63 \| 1 \| 258 425 \| \| Jornada 32 \| 30 \| 1 \| 2 (0) – 0,00 % \| 55 \| 0 \| 307 106 \| \| Jornada 33 \| 22 \| 1 \| 0 (0) \| 53 \| 3 \| 253 157 \| \| Jornada 34 \| 35 \| 1 \| 6 (6) – 100,00 % \| 43 \| 1 \| 282 209 \| \| Jornada 35 \| 38 \| 1 \| 2 (0) – 0,00 % \| 48 \| 0 \| 243 693 \| \| Jornada 36 \| 29 \| 0 \| 3 (3) – 100,00 % \| 53 \| 0 \| 303 347 \| \| Jornada 37 \| 27 \| 0 \| 2 (2) – 100,00 % \| 50 \| 0 \| 268 908 \| \| Jornada 38 \| 37 \| 2 \| 3 (2) – 66,67 % \| 34 \| 0 \| 288 662 \| \| TOTALES \| 1118 \| 24 \| 120 (88) – 73,33 % \| 2004 \| 37 \| 10 646 442 \| \| Media (por jornada) \| 29,42 \| 0,63 \| 3,16 (2,32) – 73,33 % \| 52,74 \| 0,97 \| 280.169,53 \| \| ------------------- \| ------- \| ----------- \| -------------------------- \| ----------- \| ------------- \| ------------ \| · Las amarillas contabilizan el total, en caso de doble amarilla se apuntarán dos amarillas y ninguna expulsión. Actualizado el 13 de junio de 2017 |         |             |                            |             |               |              |
| Jornada | Goles · | Autogoles · | Penaltis (transformados) · | Amarillas · | Expulsiones · | Espectadores |
| Jornada 1 | 40      | 0           | 4 (3) – 75,00 %            | 47          | 1             | 298 007      |
| Jornada 2 | 17      | 1           | 1 (0) – 0,00 %             | 42          | 0             | 250 117      |
| Jornada 3 | 33      | 0           | 4 (2) – 50,00 %            | 43          | 2             | 327 703      |
| Jornada 4 | 26      | 0           | 4 (3) – 75,00 %            | 58          | 2             | 236 889      |
| Jornada 5 | 28      | 1           | 6 (6) – 100,00 %           | 47          | 1             | 322 090      |
| Jornada 6 | 30      | 1           | 5 (3) – 60,00 %            | 54          | 2             | 224 947      |
| Jornada 7 | 26      | 1           | 4 (2) – 50,00 %            | 58          | 1             | 285 370      |
| Jornada 8 | 44      | 1           | 0 (0)                      | 50          | 2             | 318 043      |
| Jornada 9 | 33      | 1           | 4 (4) – 100,00 %           | 66          | 1             | 283 753      |
| Jornada 10 | 30      | 0           | 4 (3) – 75,00 %            | 66          | 0             | 315 292      |
| Jornada 11 | 22      | 1           | 5 (5) – 100,00 %           | 62          | 0             | 268 198      |
| Jornada 12 | 21      | 0           | 2 (1) – 50,00 %            | 45          | 4             | 299 399      |
| Jornada 13 | 35      | 1           | 6 (4) – 66,67 %            | 40          | 1             | 230 324      |
| Jornada 14 | 31      | 1           | 3 (2) – 66,67 %            | 59          | 0             | 320 815      |
| Jornada 15 | 27      | 0           | 4 (3) – 75,00 %            | 55          | 0             | 244 990      |
| Jornada 16 | 28      | 0           | 1 (1) – 100,00 %           | 47          | 1             | 313 595      |
| Jornada 17 | 28      | 2           | 1 (0) – 0,00 %             | 54          | 0             | 268 878      |
| Jornada 18 | 22      | 1           | 2 (2) – 100,00 %           | 49          | 1             | 300 728      |
| Jornada 19 | 31      | 1           | 0 (0)                      | 46          | 0             | 263 419      |
| Jornada 20 | 26      | 0           | 5 (4) – 80,00 %            | 43          | 1             | 259 847      |
| Jornada 21 | 29      | 0           | 6 (4) – 66,67 %            | 59          | 1             | 310 757      |
| Jornada 22 | 30      | 1           | 3 (2) – 66,67 %            | 51          | 2             | 210 933      |
| Jornada 23 | 27      | 0           | 2 (2) – 100,00 %           | 48          | 2             | 323 704      |
| Jornada 24 | 31      | 0           | 4 (3) – 75,00 %            | 62          | 3             | 247 939      |
| Jornada 25 | 36      | 1           | 6 (5) – 83,33 %            | 74          | 2             | 284 992      |
| Jornada 26 | 32      | 1           | 2 (1) – 50,00 %            | 56          | 0             | 269 729      |
| Jornada 27 | 26      | 0           | 3 (2) – 66,67 %            | 63          | 0             | 275 945      |
| Jornada 28 | 24      | 0           | 2 (1) – 50,00 %            | 61          | 2             | 317 322      |
| Jornada 29 | 30      | 1           | 3 (2) – 66,67 %            | 52          | 0             | 274 183      |
| Jornada 30 | 24      | 1           | 4 (3) – 75,00 %            | 48          | 0             | 293 027      |
| Jornada 31 | 33      | 0           | 2 (2) – 100,00 %           | 63          | 1             | 258 425      |
| Jornada 32 | 30      | 1           | 2 (0) – 0,00 %             | 55          | 0             | 307 106      |
| Jornada 33 | 22      | 1           | 0 (0)                      | 53          | 3             | 253 157      |
| Jornada 34 | 35      | 1           | 6 (6) – 100,00 %           | 43          | 1             | 282 209      |
| Jornada 35 | 38      | 1           | 2 (0) – 0,00 %             | 48          | 0             | 243 693      |
| Jornada 36 | 29      | 0           | 3 (3) – 100,00 %           | 53          | 0             | 303 347      |
| Jornada 37 | 27      | 0           | 2 (2) – 100,00 %           | 50          | 0             | 268 908      |
| Jornada 38 | 37      | 2           | 3 (2) – 66,67 %            | 34          | 0             | 288 662      |
| TOTALES | 1118    | 24          | 120 (88) – 73,33 %         | 2004        | 37            | 10 646 442   |
| Media (por jornada) | 29,42   | 0,63        | 3,16 (2,32) – 73,33 %      | 52,74       | 0,97          | 280.169,53   |

### Marcadores
Repeticiones de los diferentes resultados, considerando el ganador como local en todas las ocasiones.

### Récords
- Primer gol de la temporada: Juanpi Añor del Málaga C. F. contra el C. A. Osasuna.(19 de agosto de 2016)
- Último gol de la temporada: Lionel Messi del F.C Barcelona contra el S.D Eibar.(21 de mayo de 2017)
- Gol más rápido:  17 segundos: Gonzalo Escalante de la S. D. Eibar contra el C. A. Osasuna (17 de octubre de 2016)
- Gol más tardío: 94 minutos y 7 segundos: Manu García del Deportivo Alavés contra el Atlético de Madrid. (21 de agosto de 2016)
- Mayor número de goles marcados en un partido: 10 goles en el Sevilla F. C. vs. R. C. D. Espanyol (6–4). (20 de agosto de 2016)
- Mayor victoria local: (7-1) Atlético de Madrid vs. Granada C. F.. (15 de octubre de 2016), (7-1) FC Barcelona vs. C. A. Osasuna. (26 de abril de 2017)
- Mayor victoria visitante: (0-6) Deportivo Alavés vs. F. C. Barcelona. (11 de febrero de 2017).
- Partido con más penaltis a favor de un equipo: (2) Real Sociedad vs. Atlético de Madrid (2–0). (7 de noviembre de 2016)

### Rachas
Datos según transfermarkt.es 
- Mayor racha ganadora: 7 partidos (F. C. Barcelona)
- Mayor racha invicta: 19 partidos (F. C. Barcelona)
- Mayor racha marcando: 38 partidos (Real Madrid C. F.)
- Mayor racha empatando: 3 partidos (8 equipos)
- Mayor racha imbatida: 5 partidos (R. C. D. Espanyol)
- Mayor racha perdiendo: 7 partidos (Granada C. F.)
- Mayor racha sin ganar: 21 partidos (C. A. Osasuna)
- Mayor racha sin marcar: 3 partidos (6 equipos)

### Disciplina
Datos según El País
- Equipo con más tarjetas amarillas: (116) Deportivo Alavés
- Jugador con más tarjetas amarillas: (16) Fernando Amorebieta
- Equipo con más tarjetas rojas: (7) Málaga C. F.
- Jugador con más tarjetas rojas: (2) Sergi Gómez
- Equipo con más faltas recibidas: (542) U. D. Las Palmas
- Jugador con más faltas recibidas: (112) Neymar
- Equipo con más faltas cometidas: (586) C. D. Leganés
- Jugador con más faltas cometidas: (85) Ignacio Camacho

### Otros datos
Datos según El País
- Equipo con más penaltis a favor: (8) S. D. Eibar
- Equipo con más penaltis en contra: (12) Valencia C. F.
- Equipo con más fueras de juego a favor: (127) Granada C. F.
- Equipo con más fueras de juego en contra: (120) Real Madrid C. F.
- Equipo con más paradas: (149) Granada C. F.
- Equipo con más balones perdidos: (3333) Real Sporting de Gijón
- Equipo con más balones recuperados: (2475) Atlético de Madrid

### Asistencia en los estadios
Actualizado el 13 de junio de 2017
| Pos     | Equipo      | Total      | Más alta | Más baja | Media  | Ocupación media |
| ------- | ----------- | ---------- | -------- | -------- | ------ | --------------- |
| 1       | Barcelona   | 1 480 784  | 98.485   | 55.029   | 77.936 | 78,84 %         |
| 2       | Real Madrid | 1 318 082  | 81.044   | 59.575   | 69.373 | 85,60 %         |
| 3       | Atlético    | 849 647    | 53.668   | 31.059   | 44.718 | 81,44 %         |
| 4       | Athletic    | 780 390    | 49.164   | 33.625   | 41.073 | 77,08 %         |
| 5       | Valencia    | 644 278    | 46.804   | 23.121   | 33.909 | 68,26 %         |
| 6       | Sevilla     | 623 548    | 40.835   | 25.995   | 32.818 | 76,83 %         |
| 7       | Real Betis  | 623 265    | 41.714   | 22.271   | 32.803 | 54,68 %         |
| 8       | Sporting    | 431 285    | 25.899   | 16.201   | 22.699 | 75,66 %         |
| 9       | Deportivo   | 424 801    | 30.810   | 18.466   | 22.358 | 67,93 %         |
| 10      | Málaga      | 418 785    | 28.486   | 12.996   | 22.041 | 73,36 %         |
| 11      | R.Sociedad  | 407 278    | 27.653   | 10.927   | 21.436 | 66,83 %         |
| 12      | Las Palmas  | 387 727    | 27.724   | 16.007   | 20.407 | 63,00 %         |
| 13      | Espanyol    | 383 667    | 31.708   | 14.813   | 20.193 | 49,86 %         |
| 14      | Villarreal  | 333 169    | 22.110   | 14.757   | 17.532 | 74,60 %         |
| 15      | Celta       | 320 330    | 22.838   | 11.391   | 16.859 | 58,14 %         |
| 16      | Alavés      | 303 113    | 19.840   | 12.628   | 15.953 | 80,41 %         |
| 17      | Granada     | 284 063    | 19.094   | 10.503   | 14.951 | 66,84 %         |
| 18      | Osasuna     | 281 078    | 17.802   | 11.332   | 14.794 | 78,85 %         |
| 19      | Leganés     | 183 021    | 10.958   | 8232     | 9633   | 87,91 %         |
| 20      | Eibar       | 101 042    | 6694     | 3576     | 5318   | 84,59 %         |
| Totales | Totales     | 10 579 297 | 98.485   | 3576     | 27.840 | 72,52 %         |

### Tripletes o más
A continuación se detallan los tripletes conseguidos a lo largo de la temporada.
| Fecha      | Jugador           | Goles           | Local                      | Resultado | Visitante                  | Rep. |
| ---------- | ----------------- | --------------- | -------------------------- | --------- | -------------------------- | ---- |
| 20/08/2016 | Luis Suárez       | 7' · 17' · 20'  | Fútbol Club Barcelona      | 6:2       | Real Betis Balompié        |      |
| 15/10/2016 | Yannick Carrasco  | 34' · 45' · 61' | Club Atlético de Madrid    | 7:1       | Granada Club de Fútbol     |      |
| 29/10/2016 | Cristiano Ronaldo | 17' · 33' · 88' | Deportivo Alavés           | 1:4       | Real Madrid Club de Fútbol |      |
| 19/11/2016 | Cristiano Ronaldo | 23' · 71' · 77' | Club Atlético de Madrid    | 0:3       | Real Madrid Club de Fútbol |      |
| 11/12/2016 | Vicente Iborra    | 51' · 84' · 90' | Real Club Celta de Vigo    | 0:3       | Sevilla Fútbol Club        |      |
| 7/1/2017   | Wissam Ben Yedder | 25' · 29' · 83' | Real Sociedad de Fútbol    | 0:4       | Sevilla Fútbol Club        |      |
| 18/2/2017  | Kevin Gameiro     | 80' · 81' · 85' | Sporting de Gijón          | 1:4       | Club Atlético de Madrid    |      |
| 03/04/2017 | Giuseppe Rossi    | 51' · 84' · 90' | Real Club Celta de Vigo    | 3:1       | Unión Deportiva Las Palmas |      |
| 05/04/2017 | Álvaro Morata     | 51' · 84' · 90' | Club Deportivo Leganés     | 2:4       | Real Madrid Club de Fútbol |      |
| 14/05/2017 | Neymar da Silva   | 25' · 67' · 71' | Unión Deportiva Las Palmas | 1:4       | Fútbol Club Barcelona      |      |

## Premios de la Liga

### Trofeo Pichichi
El Trofeo Pichichi es el premio otorgado anualmente por el diario deportivo Marca al máximo goleador de la Primera División de España. Cabe señalar que los goles de este trofeo no se contabilizan según las actas arbitrales, sino según el criterio del diario Marca, por lo que pueden no coincidir con la cifra de goles contabilizada por la LFP.
| N.º                                       | Jugador           | Equipo                     | Goles | G. P. | G. C. | Pen. | T. L. | Part. | Media |
| ----------------------------------------- | ----------------- | -------------------------- | ----- | ----- | ----- | ---- | ----- | ----- | ----- |
| 1.º                                       | Lionel Messi      | Fútbol Club Barcelona      | 37    | 28    | 1     | 6    | 2     | 34    | 1,09  |
| 2.º                                       | Luis Suárez       | Fútbol Club Barcelona      | 28    | 26    | 1     | 0    | 1     | 35    | 0,85  |
| 3.º                                       | Cristiano Ronaldo | Real Madrid Club de Fútbol | 25    | 12    | 6     | 6    | 1     | 29    | 0,86  |
| 4.º                                       | Iago Aspas        | Real Club Celta de Vigo    | 19    | 11    | 0     | 3    | 2     | 32    | 0,59  |
| 5.º                                       | Antoine Griezmann | Atlético de Madrid         | 16    | 12    | 3     | 0    | 1     | 36    | 0,48  |
| Última actualización: 22 de mayo de 2017. |                   |                            |       |       |       |      |       |       |       |

 G.P. = Goles con las piernas; G.C. = Goles de cabeza; Pen. = Goles de penarti; TL = Goles de tiro libre;

### Trofeo Zarra
El Trofeo Zarra es un premio otorgado por el diario deportivo Marca desde el 2006 al máximo goleador español de la temporada. Al igual que el Trofeo Pichichi, no tiene en cuenta las actas arbitrales, sino las apreciaciones propias del diario Marca.
| 1.º                                       | Iago Aspas     | Real Club Celta de Vigo | 19 | 32 | 0,59 |
| 2.º                                       | Aritz Aduriz   | Athletic Club           | 16 | 32 | 0,5  |
| 3.º                                       | Álvaro Morata  | Real Madrid             | 15 | 26 | 0,57 |
| 4.º                                       | Sandro Ramírez | Málaga CF               | 14 | 30 | 0,46 |
| 5.º                                       | Rubén Castro   | Real Betis              | 13 | 35 | 0,37 |
| 5.º                                       | Gerard Moreno  | RCD Espanyol            | 13 | 37 | 0,35 |
| 7.º                                       | Juanmi         | Real Sociedad           | 11 | 35 | 0,31 |
| 7.º                                       | Sergi Enrich   | SD Eibar                | 11 | 38 | 0,29 |
| 9.º                                       | Isco Alarcón   | Real Madrid             | 10 | 29 | 0,34 |
| 9.º                                       | Sergio León    | C. A. Osasuna           | 10 | 33 | 0,30 |
| 9.º                                       | Raúl García    | Athletic Club           | 10 | 36 | 0,27 |
| 9.º                                       | Pedro León     | SD Eibar                | 10 | 37 | 0,27 |
| Última actualización: 22 de mayo de 2017. |                |                         |    |    |      |

### Trofeo Zamora
El Trofeo Zamora es el galardón otorgado desde el año 1959 por el diario deportivo Marca al portero de fútbol menos goleado de la Primera División. Para optar al título hay que participar, como mínimo, en 28 partidos de liga y jugar al menos 60 minutos en cada uno de ellos. El cociente se obtiene al dividir los goles encajados entre los partidos jugados.
| 1.º                                       | Jan Oblak             | Club Atlético de Madrid      | 21 | 29 | 0,72 |
| 2.º                                       | Marc-André ter Stegen | Fútbol Club Barcelona        | 33 | 36 | 0,92 |
| 3.º                                       | Diego López           | Real Club Deportivo Espanyol | 37 | 33 | 1,12 |
| 4.º                                       | Fernando Pacheco      | Deportivo Alavés             | 42 | 36 | 1,35 |
| 5.º                                       | Sergio Rico           | Sevilla Fútbol Club          | 45 | 35 | 1,29 |
| Última actualización: 22 de mayo de 2017. |                       |                              |    |    |      |

### Mejor jugador y entrenador del mes
La liga de fútbol profesional entrega unos premios mensuales a los mejores jugadores y entrenadores del mes, a través de su principal patrocinador, el Santander. Además, se establece para el mismo período los mejores jugadores y entrenadores para los redactores de la citada LFP.